# Traunstein

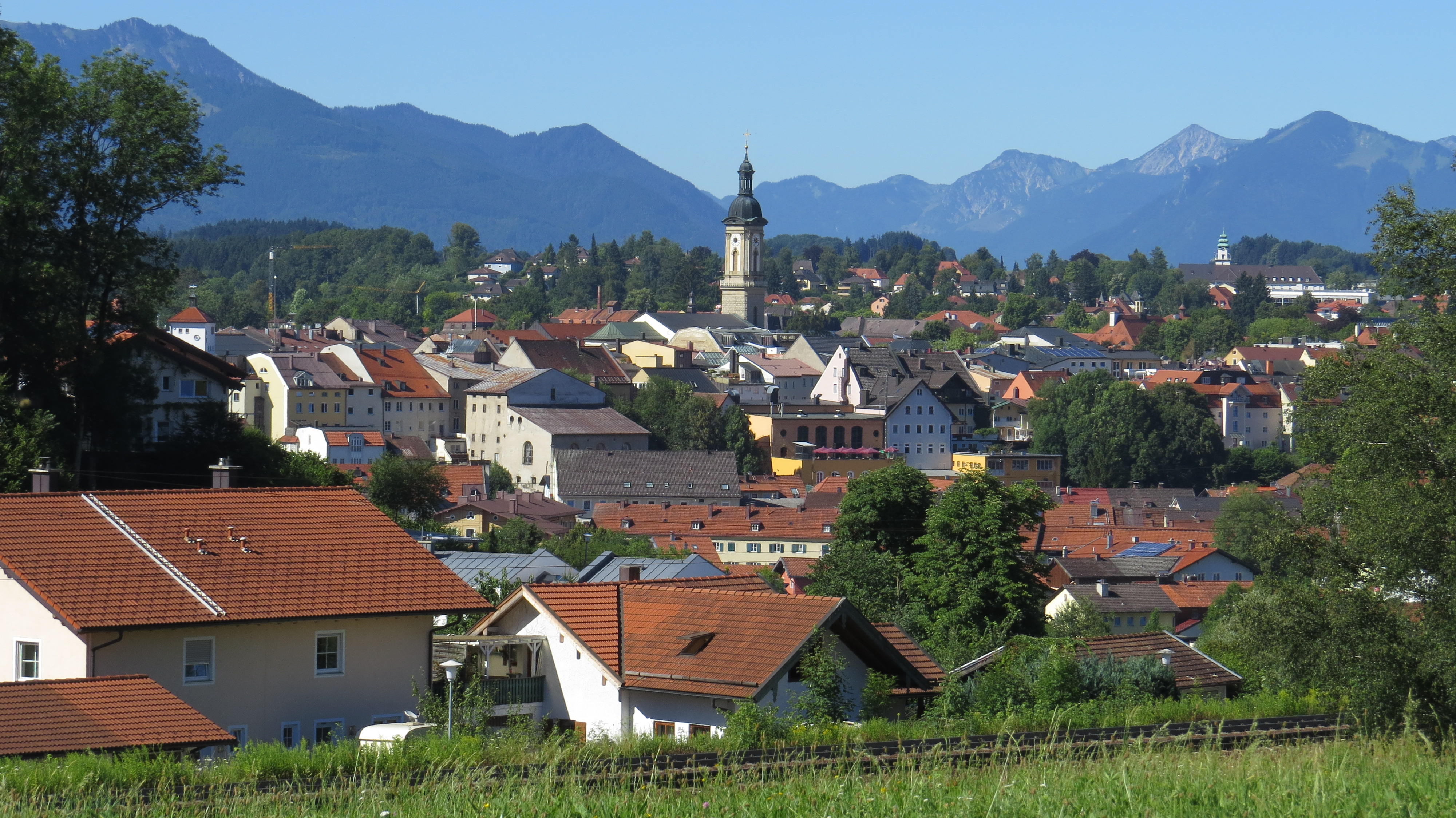
Traunstein von Nordosten

Traunstein ist eine Große Kreisstadt und Hochschulstadt im Regierungsbezirk Oberbayern. Die Mittelstadt ist Hauptort des Chiemgaus und Kreisstadt des gleichnamigen Landkreises. Traunstein ist ein Oberzentrum.

## Geographie

### Lage
Traunstein liegt etwa zehn Kilometer östlich des Chiemsees und 15 km nördlich der Chiemgauer Alpen auf einer Höhe von 597 m ü. NHN. Die Stadt wird in ihren östlichen Teilen vom Fluss Traun durchflossen. Im Südosten liegt der Ort Hochberg, der zugleich der Traunsteiner Hausberg ist. Südlich von Traunstein unterhalb des Hochbergs an der Traun liegt das Pfarrdorf Haslach. Im Westen liegt das Dorf Wolkersdorf. Beide wurden 1978 eingemeindet. Im Norden liegt, durch den Stadtwald und den Standortübungsplatz Kammer getrennt, das 1972 eingemeindete Pfarrdorf Kammer mit dem Ort Rettenbach.

### Gemeindegliederung
Zum Gemeindegebiet gehören 63 Gemeindeteile in 6 Gemarkungen:
| Gemarkung                   | Einwohnerzahl * | Fläche in km² | Bevölkerungsdichte in Einwohner je km² | amtlich benannte Gemeindeteile |
| --------------------------- | --------------- | ------------- | -------------------------------------- | --- |
| Au                          | 917             | 0,39          | 2.351                                  | keine |

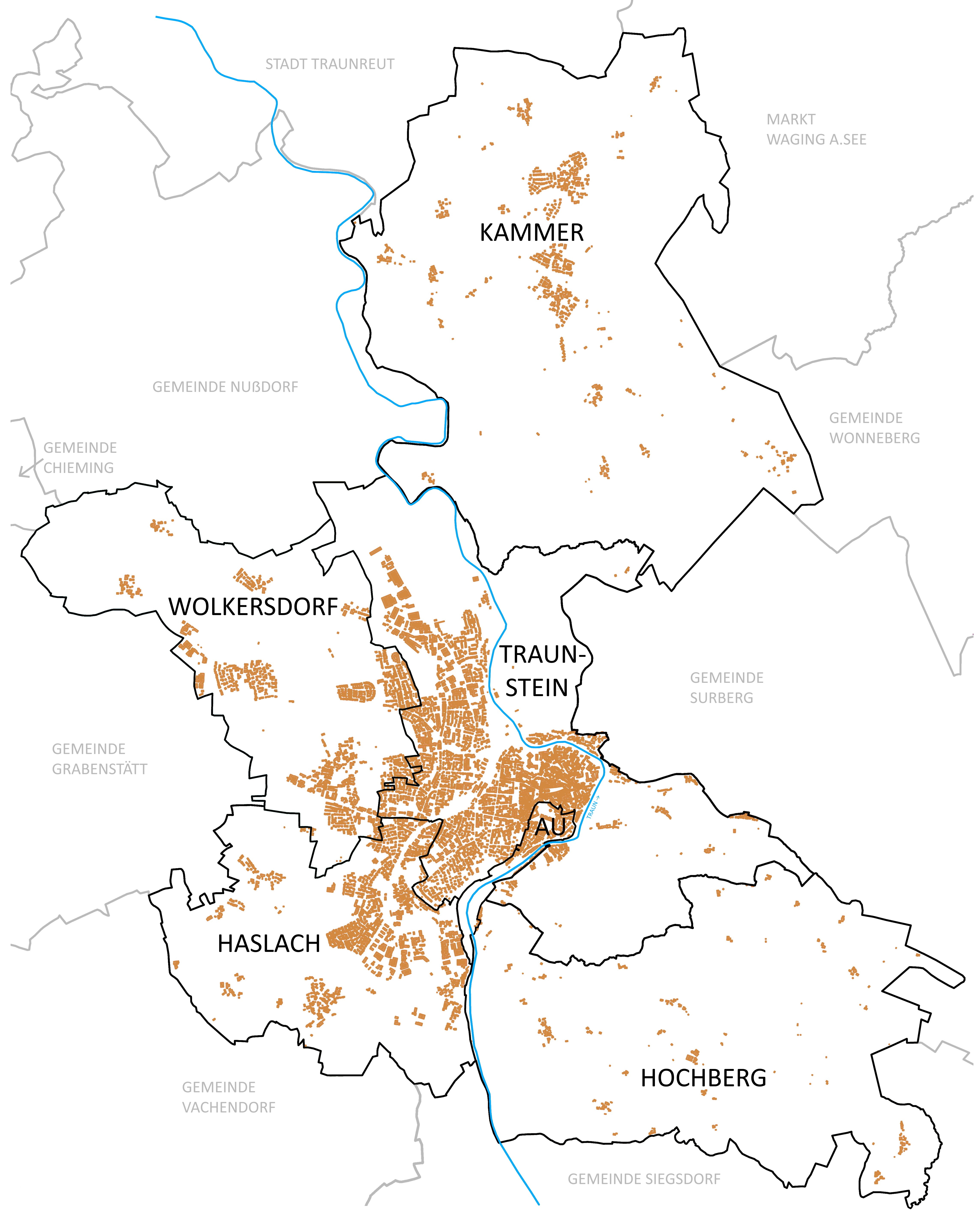
Karte der Gemarkungen Traunsteins

| Haslach (Gemarkungsteil 1)  | 3.549           | 5,82          | 610                                    | Axdorf, Büchling, Einham, Irlach, Haslach, Neuling, Oberhaid, Seiboldsdorf, Tinnerting, Wegscheid |
| Hochberg (Gemarkungsteil 1) | 302             | 10,24         | 29                                     | Abstreit, Bach, Bergwiesen, Buchfelln, Daxerau, Eppenstatt, Graben, Hochberg, Hochöd, Höfen, Holzleiten, Hütt, Kirchleiten, Mitterbichl, Obersöln, Öd in der Pechschneid, Paulöd, Preising, Rutzöd, Schinagl, Schwaig, Schwober, Untersöln |
| Kammer                      | 1.469           | 15,66         | 94                                     | Alterfing, Gerating, Haunstätt, Kaltenbach, Kammer, Kronacker, Langmoos, Leiderting, Lüfteneck, Marberloh, Neuhausen, Reichsberg, Rettenbach, Roitwalchen, Siegelberg                                                                      |
| Traunstein                  | 12.454          | 9,77          | 1.275                                  | Baumgarten, Empfing, Gamm, Mayerhofen, Sparz, Traunstein |
| Wolkersdorf                 | 2.811           | 6,70          | 420                                    | Geißing, Guntramshügl, Höpperding, Kotzing, Riederting, Schmidham, Traunstorf, Unterhaid, Wolkersdorf |

Weitere, nicht amtlich benannte Stadtteile innerhalb des Hauptorts Traunstein:
- Au
- Haidforst
- Heilig Geist
- Neutraunstein
- Untere Stadt
  - Hallerwiese
  - Vorberg
  - Wiese
- Veitsgraben
- Wartberghöhe
- Wochinger Spitz

### Eingemeindungen
Am 1. Januar 1914 wurde die Gemeinde Au, der Standort der Traunsteiner Saline, eingegliedert. Im Zuge der Gebietsreform in Bayern kamen am 1. Juli 1972 die bisherige Gemeinde Kammer und Teile der aufgelösten Gemeinde Hochberg (nördlicher Teil) hinzu, Wolkersdorf und der größte Teil der aufgelösten Gemeinde Haslach folgten am 1. Mai 1978.

## Geschichte

### Bis zum 19. Jahrhundert
Zwar nennen kirchliche Güterverzeichnisse schon um 790 Besitzungen ad Trun, und auch mittelalterliche Wehranlagen (Burgställe) sind ab dem 10. Jahrhundert in der näheren Umgebung nachweisbar (Burg Traunstein, Burgstall Traunstein, Burgstall Hochberg und Burgstall Lenzisburg). Trauwenstain selbst aber wird erstmals 1245 in einer Schrift des Klosters Baumburg erwähnt. Der Name bedeutet Burg an der Traun, und mit einiger Wahrscheinlichkeit befand sich hier der Sitz der Herren de Truna, umgeben von einer kleinen Ansiedlung. Erst die Wittelsbacher bauten diese planmäßig aus, befestigten sie und kontrollierten so den Traunübergang der wichtigen Salzstraße von Reichenhall nach München an der Grenze zum Erzstift Salzburg.

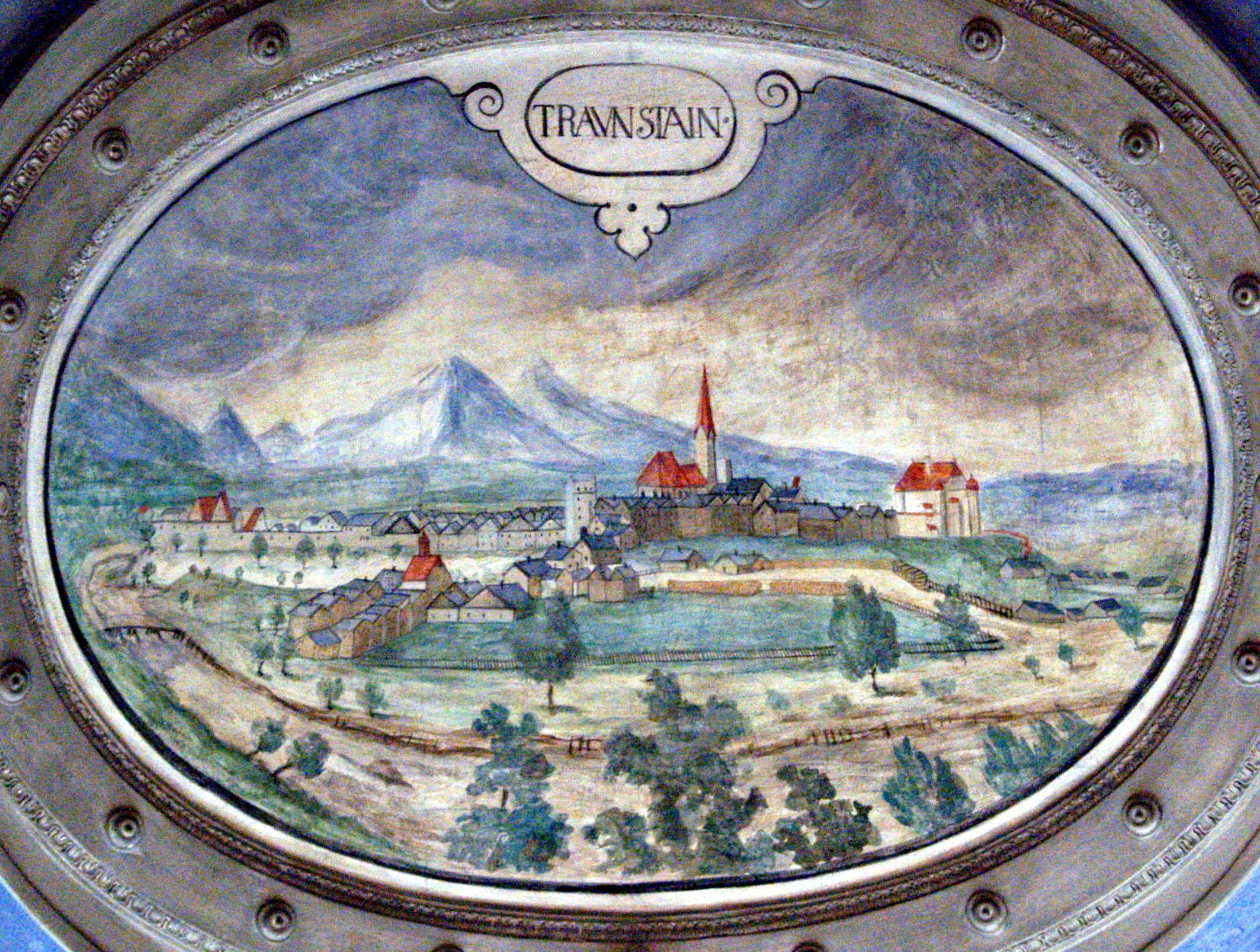
Traunstein um 1600 auf dem Gewölbe des Antiquariums der Münchner Residenz

Im Jahr 1120 ließen sich die Edlen ‚von Truna‘, Ministerialen der Grafen von Kraiburg-Ortenburg, im heutigen Stadtgebiet nieder, wohl wegen der strategisch günstigen Lage: Sie erbauten nahe an der Handelsstraße die Burg am Rand des Stadtplateaus, das zum großen Teil vom Fluss umgeben wird. Die Herren „de Truna“ werden zum letzten Mal in Quellen aus dem Jahr 1242 genannt.
Erstmals urkundlich erwähnt wurde Traunstein im Jahr 1245. Im ersten Vertrag von Erharting (1254) verzichtete der Salzburger Erzbischof auf den Erwerb der Grafschaften und Gerichte im Chiemgau. Der Chiemgau mit Traunstein fiel an die Wittelsbacher, die in dem Ort einen wichtigen strategischen und wirtschaftlichen Knotenpunkt direkt an der Grenze zum Erzstift Salzburg sahen. Traunstein lag ideal auf einer Anhöhe direkt an der Traun und damit an der Handelsroute von Reichenhall nach München. Von hier aus ließ sich der gesamte Warenverkehr über die Traun kontrollieren. Die Wittelsbacher ließen Traunstein daher befestigen und ausbauen, und sie gaben ihr Handels- und Zollprivilegien.
Urkunden über die Erhebung des Orts zur Stadt sind verlorengegangen – historischen Quellen zufolge durch Brand. Die Stadtgründung dürfte um die Mitte des 13. Jahrhunderts erfolgt sein, denn 1255 wird Truna als Traunstein unter denjenigen Städten aufgelistet, die bei der von den Herzögen Ludwig dem Strengen und Heinrich XIII. vorgenommenen Bayerischen Landesteilung von 1255 an Herzog Heinrich kamen.  Nach dem Verlust der Originalurkunde zur Stadtgründung erneuerte Herzog Friedrich von Bayern im Jahr 1375 Traunsteins Stadtprivilegien in einem Freyheitsbrief.
Die neue Rolle als „Wächter der Salzstraße“ brachte Traunstein schon früh großen Wohlstand. Das Salz aus Bad Reichenhall wurde hier gelagert und umgeschlagen, um es weiter nach München oder Wasserburg zu transportieren. Den Händlern war es verboten, Umschlagplätze wie Traunstein zu umfahren, und so verdiente die Stadt bei jeder Lieferung über die Traun mit. Bereits 1493 waren die Straßen und Gassen gepflastert. Ab 1431 verfügte Traunstein über ein „Leprosenhaus“ (Leprosorium), dessen Standort jedoch unklar ist. 1526 wurde der Lindlbrunnen mit Rossschwemme als Endpunkt der städtischen Wasserversorgung errichtet.

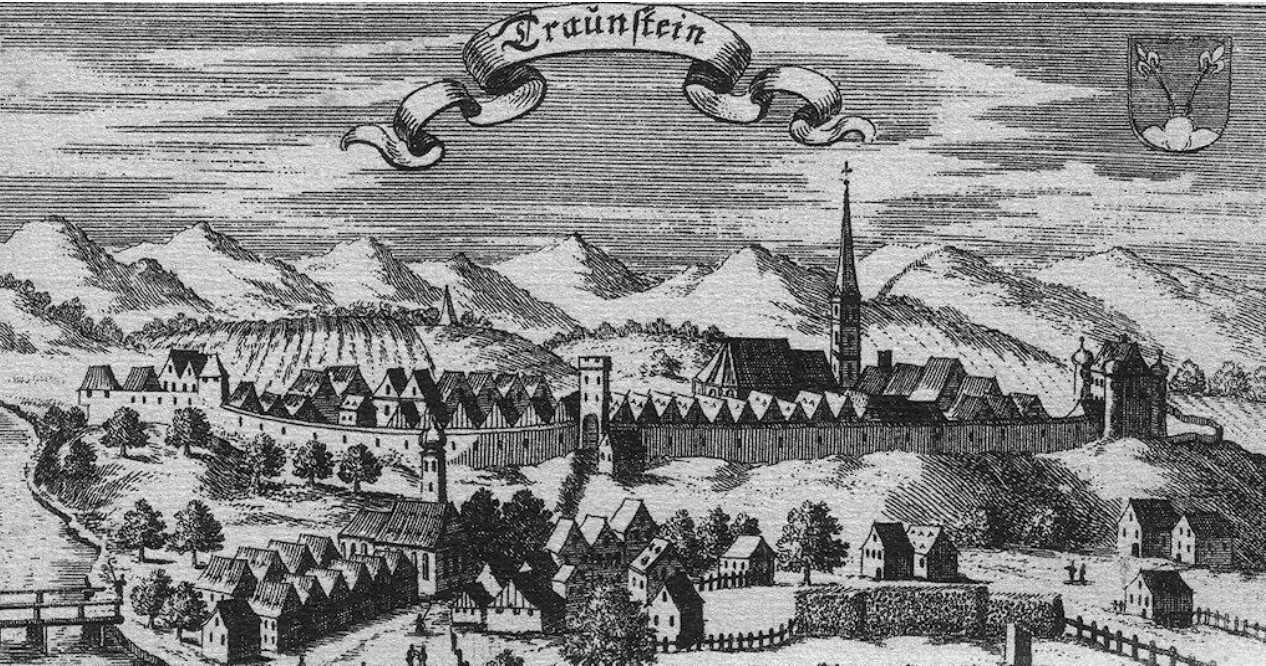
Schraffur von Burg Traunstein 1678

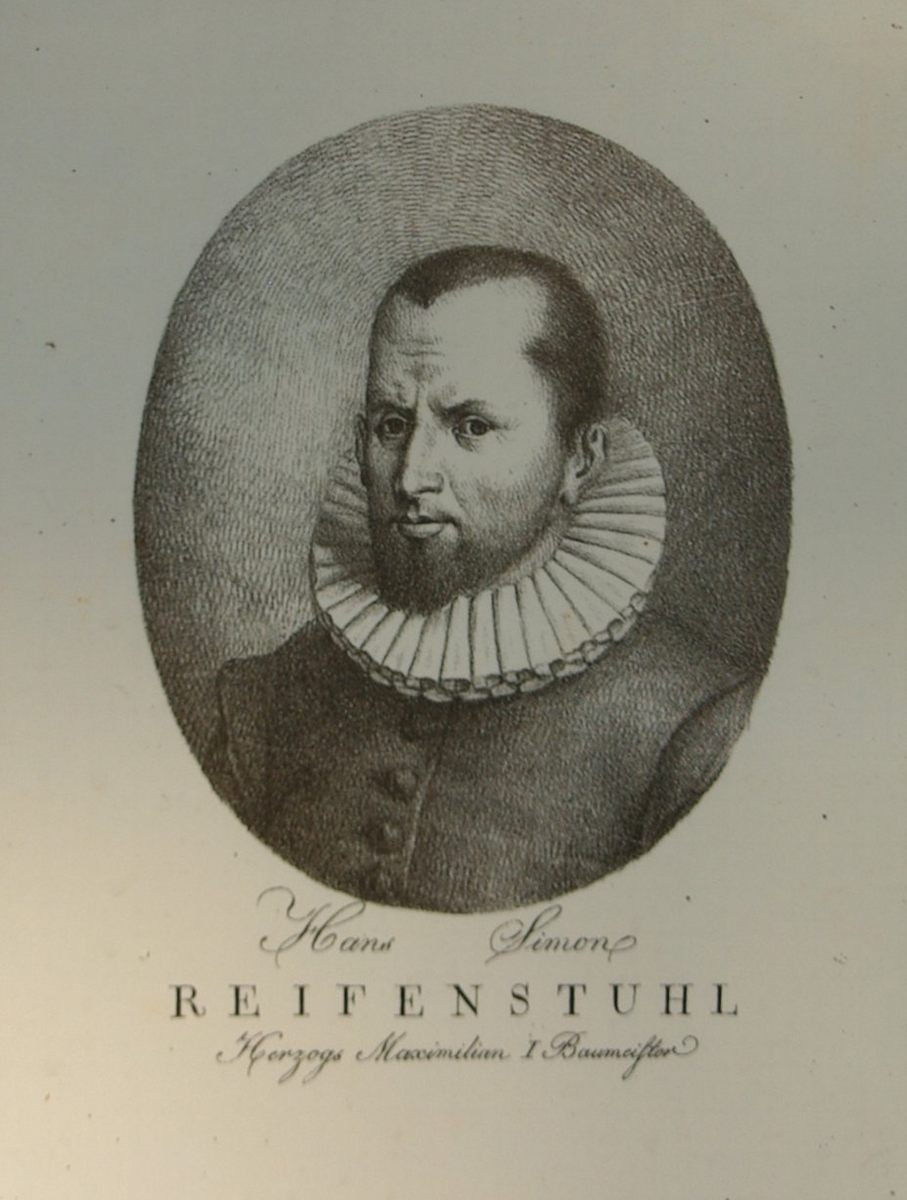
Simon Reiffenstuel und sein Vater Hanns erbauen 1614 die Soleleitung von Bad Reichenhall nach Traunstein

1587 verstaatlichte Herzog Wilhelm schließlich die Salzproduktion, wodurch Traunstein für die reichen Salzsender plötzlich unrentabel wurde. Sie verließen daraufhin die Stadt, die bis dahin wirtschaftlich stark vom Salzhandel abhängig war. Aufgrund der guten Verkehrsanbindung und des Rufs als Handwerker- und Marktzentrum überstand Traunstein diesen Umbruch wirtschaftlich aber weitestgehend unbeschadet. 1613 wurde in Reichenhall eine weitere, sehr ergiebige Solequelle entdeckt. Die dortige Saline arbeitete bereits an der Kapazitätsgrenze. Obwohl die Stadt bereits aus dem salzburgischen Pinzgau über die Triftanlagen mit erheblichen Mengen an Brennholz versorgt wurde, reichte dies nicht aus, die zusätzliche Sole vor Ort zu versieden. Herzog Maximilian I. beschloss daher 1616, die Sole über ein Rohrsystem nach Traunstein zu leiten. Mit dem Wasser der Traun konnte genügend Brennholz nach Traunstein gebracht werden, zudem befanden sich die Wälder im Besitz des Herzogs. Für die Soleleitung nach Traunstein musste eine Strecke vom 31 km und eine Höhendifferenz von insgesamt 340 m überwunden werden. Mit Wasserkraft betriebene Pumpen in sieben Brunnhäusern beförderten die Sole nach oben, die dann, das natürliche Gefälle nutzend, bis zum nächsten Brunnhaus floss. Als Rohre wurden etwa 9000 Deicheln verwendet. Erbaut wurde die Leitung durch den Hofbaumeister Hanns Reiffenstuel und seinem Sohn Simon. In Traunstein errichtete man währenddessen ein neues Stadtviertel in der Au – bestehend aus einer Saline, Sudstätten, Härtehäusern und Arbeiterwohnungen – für den neu gewonnenen Wirtschaftszweig. Nach drei Jahren Bauzeit wurde die Saline 1619 in Betrieb genommen.

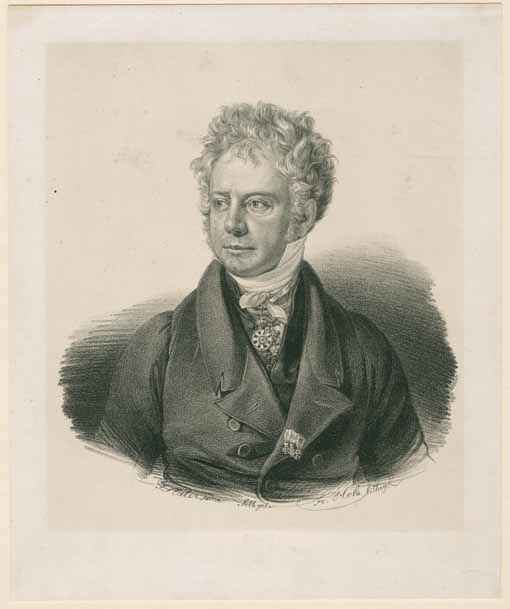
Georg von Reichenbach modernisiert ab 1808 die Soleleitung.

Von den Gräueltaten des Dreißigjährigen Krieges (1618–1648) blieb Traunstein zwar weitgehend verschont, nicht aber von der darauf folgenden Pest, an der zwischen 1631 und 1635 knapp ein Zehntel der Bevölkerung verstarb. Am 25. und 26. Juli 1704 besetzten österreichische Truppen im Zuge des Spanischen Erbfolgekriegs Traunstein. Dabei veränderte ein verheerender Stadtbrand das mittelalterliche Stadtbild erheblich (s. u.), das aber trotz langjähriger österreichischer Besatzung wieder aufgebaut werden konnte.

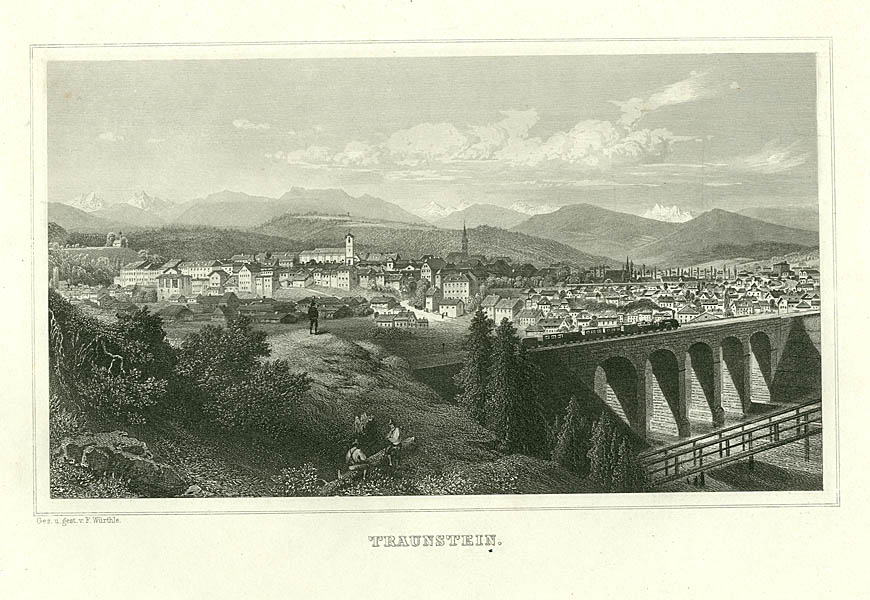
Stahlstich von Traunstein 1870

1782 beauftragte Kurfürst Karl Theodor die Sanierung der Saline in Traunstein. Dies hatte unter anderen den Neubau des kreuzförmigen Sudhauses 1787 zur Folge. Die jährliche Salzproduktion und die Effizienz der Herstellung stiegen daraufhin rapide an. Die Fertigstellung der neuen Saline von Georg von Reichenbach im Jahr 1810 führte durch die Erfindung seiner Reichenbachschen Wassersäulenmaschine zu einer zweieinhalbfach höheren Fördermenge und sicherte den Fortbestand der Salzproduktion in Traunstein für weitere 100 Jahre.
1808 verlor Traunstein in Folge der ersten bayerischen Verfassung nahezu alle Rechte. Trotzdem blieb die Stadt Verwaltungs- und Handelszentrale des Chiemgaus, da sie vor allem mit Bayerns drittgrößtem Getreidemarkt überregionale Bedeutung besaß. In der Nacht vom 25. zum 26. April 1851 zerstörte abermals ein Großbrand nahezu die gesamte Stadt (s. u.).

### 20. Jahrhundert

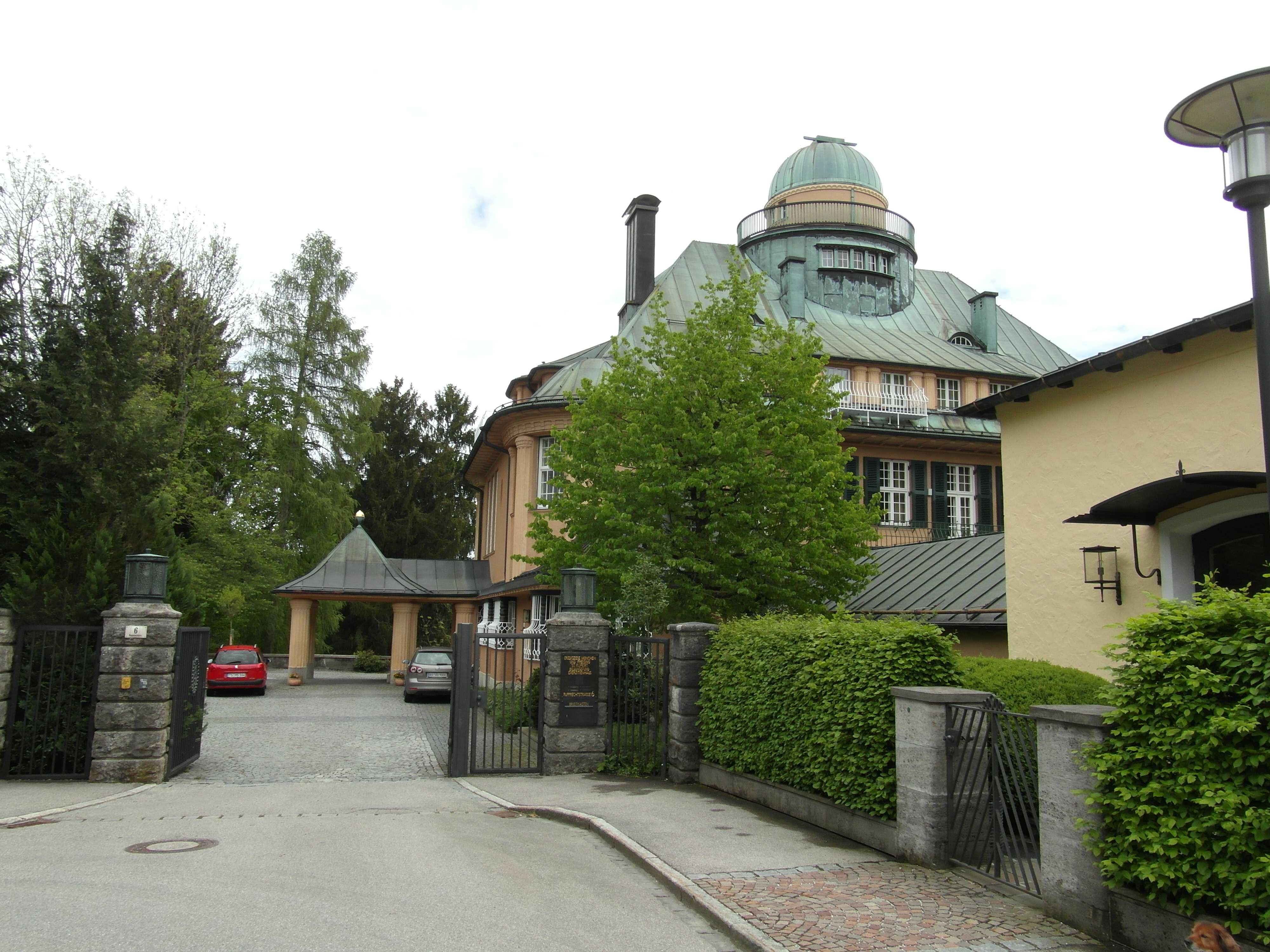
Die Villa von Emil Ehrensberger, mit eigenem Observatorium von 1915.

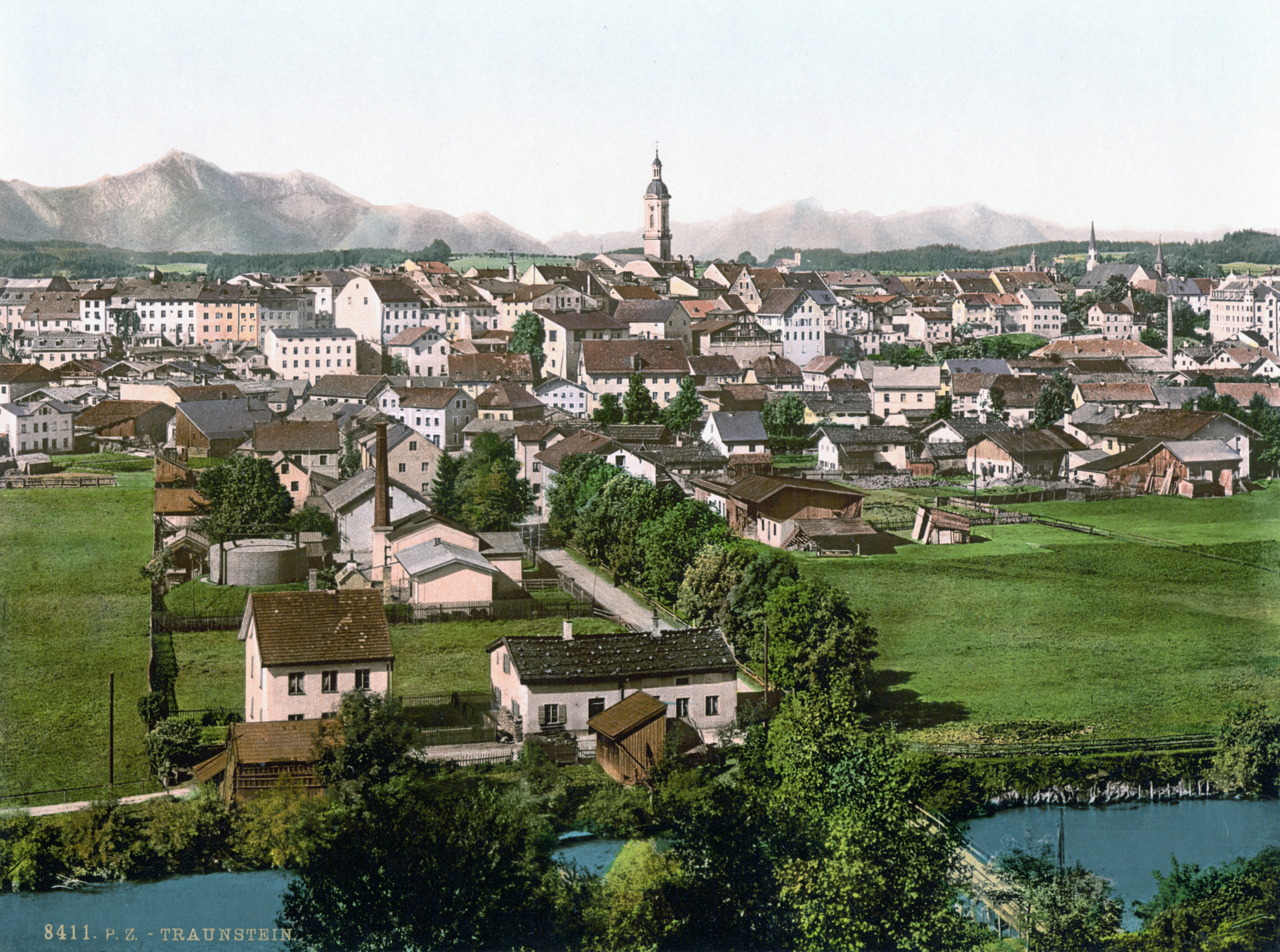
Traunstein um 1900

Das städtebauliche Bild der Stadt wurde wesentlich durch die Ansiedelung wohlhabender Pensionäre in den Jahren zwischen 1890 und 1914 geprägt, so dass Traunstein heute einen bedeutenden Bestand an Gründerzeit- und Jugendstilbauten aufweist. Einer der  Bauherren war Emil Ehrensberger, der sich 1915 für 1,5 Millionen Goldmark eine Villa mit eigenem Observatorium im klassizistischen Jugendstil errichten ließ. Die Ehrensberger-Villa kann besichtigt werden.

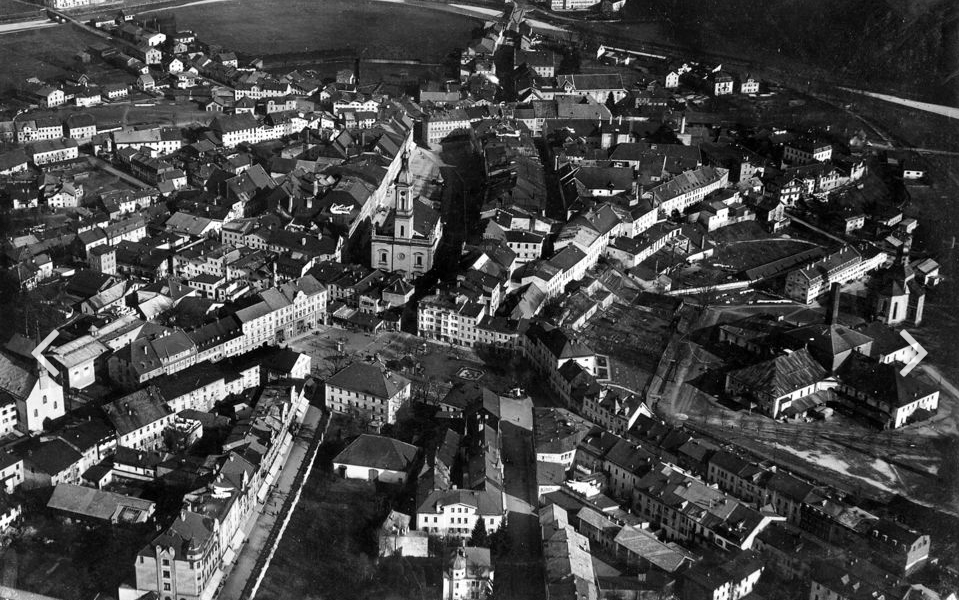
Luftbildfotografie von Johann Czermak aus dem Jahr 1920

Im Jahr 1912 wurde die letzte Traunsteiner Saline in der Au aufgelassen.

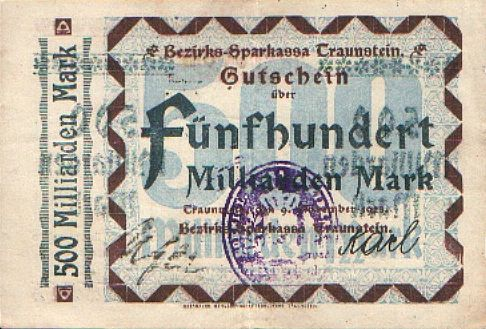
Traunsteiner Notgeld von 1923

Am 1. Januar 1914 wurde die Gemeinde Au nach Traunstein eingemeindet, die Saline diente im Ersten Weltkrieg sowohl als Lager für mehr als 1000 Zivil- und Kriegsgefangene wie auch als Lazarett; Adolf Hitler war dort Anfang 1919 einige Wochen zur Bewachung der Gefangenen eingesetzt. Nach dem Ersten Weltkrieg kam es aufgrund der Weltwirtschaftskrise 1923 zu Hyperinflation, und auch in Traunstein kursierte Notgeld mit Milliardenbeträgen.

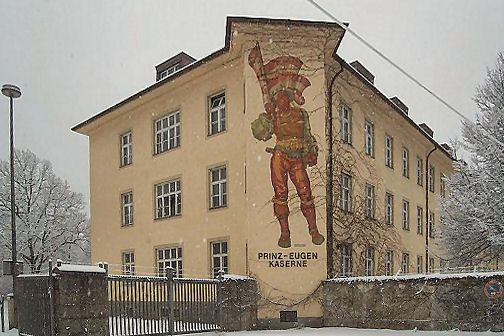
Die ehem. Prinz-Eugen-Kaserne in Traunstein mit Gemälde des deutschen Landsknechts (1935–2002)

Auch Traunstein war ab 1934 von der Aufrüstung der Wehrmacht betroffen. Das Gelände der neu erbauten Badenweiler-Kaserne hatte eine Größe von 15,789 ha und bot Platz für 2000 Soldaten. Im Oktober 1935 wurden Teile des Gebirgsjäger-Regiments 100 einquartiert. 1936 wurden sie vom III. Bataillon des Infanterie-Regiments 61 abgelöst. Nach dem Zweiten Weltkrieg nutzte die Bundeswehr von 1956 bis 1997 die (1964 umbenannte) Prinz-Eugen-Kaserne.  Es standen Stabsgebäude, zwei Wirtschaftsgebäude und vier Unterkunftsgebäude für bis zu 1200 Soldaten zur Verfügung. Bis zur Aufgabe des Areals war in der Prinz-Eugen-Kaserne das Gebirgsflugabwehrregiment 8 stationiert, das mit M16 Halbkettenfahrzeugen, Flakpanzern M42 und später Gepard ausgestattet war. 1997 beschloss das Bundesverteidigungsministerium die Schließung der Kaserne und die Versetzung der Soldaten nach Pocking. Die Stadt Traunstein hatte vergeblich versucht, diese Entscheidung abzuwenden, da ein gutes Verhältnis zwischen der Stadt und den Soldaten bestanden hatte. Trotzdem mussten am 14. Mai 1997 die letzten Soldaten die Prinz-Eugen-Kaserne verlassen. Die Gebäude blieben bis zum Beschluss der zukünftigen Nutzung im Jahr 2002 erhalten, woraufhin sie dann für den Gewerbepark Kaserne abgerissen wurden.
Während des Zweiten Weltkriegs wurde das Traunsteiner Bahnhofsgelände viermal Ziel amerikanischer Bombenangriffe: am 11. November 1944, am 21. Januar 1945, am 18. April 1945 und schließlich am 25. April 1945. Die schweren Bombenangriffe im April 1945 zerstörten das Bahnhofsviertel, mehr als 100 Menschen starben. Wenig später, am 2. Mai 1945, durchquerten jüdische KZ-Häftlinge auf einem Todesmarsch Traunstein. 61 von ihnen wurden tags darauf bei Surberg erschossen; eine Gedenkstätte dort erinnert an sie. Die kampflose Übergabe der Stadt erfolgte am 3. Mai 1945.
Mit den Kommunalwahlen im Januar 1946 begann die Demokratisierung, die an Strukturen vor 1933 anknüpfte. Vertriebene mussten versorgt und integriert werden. Von 1948 bis 1972 (wie schon zwischen 1876 und 1935) war Traunstein kreisfreie Stadt. Im Zuge der Gemeindegebietsreform wurde Traunstein am 1. Juli 1972 in den Landkreis Traunstein eingegliedert und erhielt den Status einer Großen Kreisstadt.
Das Stadtbild änderte sich 1998 durch den Wiederaufbau des Jacklturms, der dem Stadtbrand 1851 zum Opfer gefallen war.

### 21. Jahrhundert

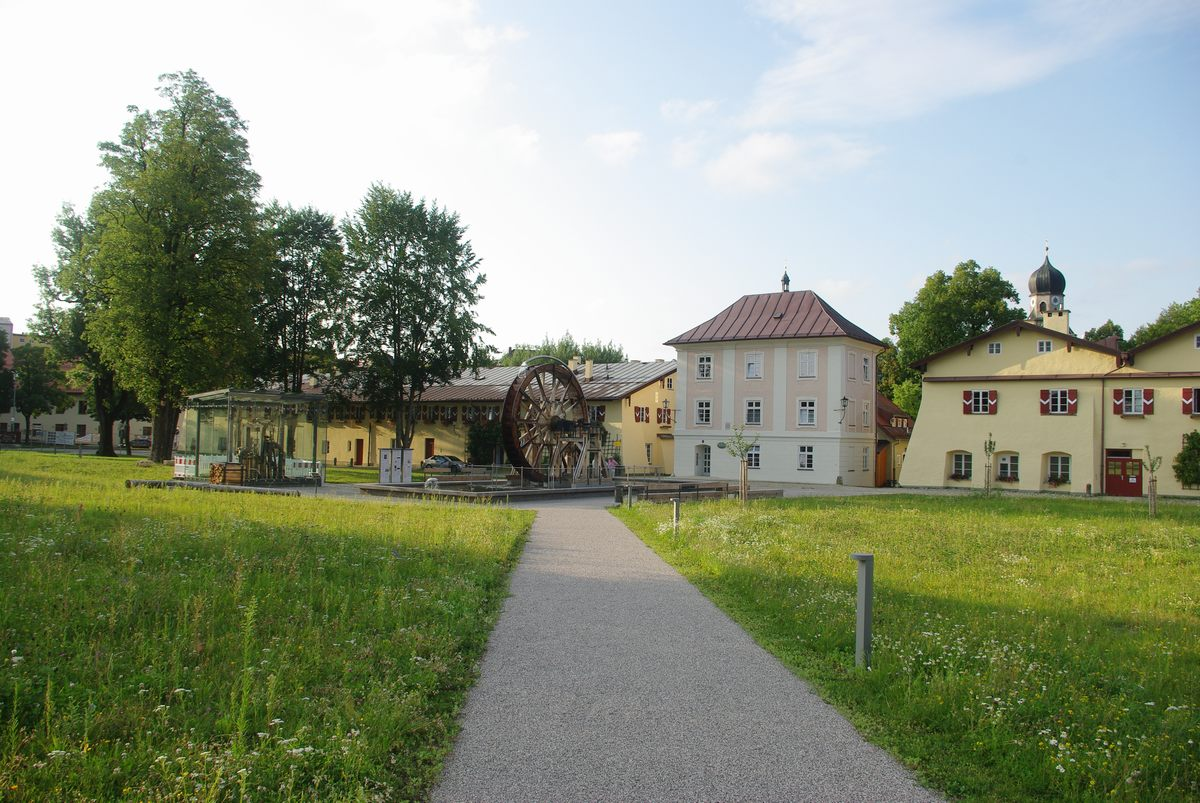
Der 2019 eröffnete Salinenpark in der unteren Altstadt.

Im Dezember 2012 feiert Traunstein die Fertigstellung der vom damaligen Bundesverkehrsminister Peter Ramsauer als „Jahrhundertbauwerk“ bezeichneten Nordumfahrung B 304. Das 4,5 km lange Projekt nahm über 40 Jahre und Kosten von 77 Millionen € in Anspruch. Für die Umfahrung war der Bau einer 385 Meter langen Talbrücke über die Traun und des 725 Meter lange Ettendorfer Tunnels notwendig. Sie dient nun der Entlastung der Innenstadt, die täglich von ca. 26.000 Fahrzeugen durchfahren wurde.
Zum 1. September 2013 wurde die Stadt Traunstein von der Landesplanung als Oberzentrum eingestuft. Damit ist die Stadt nun als Behörden- und Bildungszentrum für die umliegenden Mittel- und Unterzentren zuständig. Der Zuständigkeitsbereich umfasst die Landkreise Traunstein, Berchtesgadener Land, Altötting, Mühldorf und Teile des Landkreises Rosenheim.
2016 überschritt die Stadt erstmals die Grenze von 20.000 Einwohnern und wurde damit von der Klein- zur Mittelstadt.
Am 12. Juli 2019 wurde zum 400. Jahrestag der Saline Traunstein der Salinenpark in der unteren Altstadt auf dem Gelände der ehemaligen Franz-Eyrich-Halle des TV Traunstein eröffnet. Dort wurden unter anderem die Rekonstruktion einer Reiffenstuelschen Pumpe samt Wasserrad sowie eine originale Reichenbachsche Wassersäulenmaschine errichtet. Der Park ermöglicht nun eine freie Sicht auf das Salinen-Ensemble aus dem 17. Jahrhundert.

### Stadtbrände
In ihrer über 750-jährigen Geschichte wurde die Stadt Traunstein mindestens zweimal von Stadtbränden heimgesucht: am 13. August 1704, als im Verlauf des spanischen Erbfolgekrieges ungarische Panduren die Stadt in Brand setzten, und 1851. Aus unbekannten Gründen soll im Jahr 1371 der erste große Stadtbrand stattgefunden haben, dem ein Stadtteil samt Kirche zum Opfer fielen. Zwar fehlen hierzu zeitgenössische Berichte, doch erneuerte Herzog Friedrich von Bayern im Jahr 1375 die Stadtprivilegien, weil die Originalurkunde verbrannt war – ein Brand kurz zuvor muss demnach stattgefunden haben.  Es ist vermutet worden, dass dieser erste Brand von einer bei dem Stadtteil liegenden Ziegelei ausgegangen sein könnte. Kürzlich erfolgte archäologische Grabungen auf dem Gebiet der ehemaligen Veste (Burg) scheinen die mündliche Überlieferung zu bestätigen. 1586 brannten zehn Häuser in der unteren Zwerchzeile (Hofgasse) nieder. Im Jahr darauf wurde erstmals eine Feuerordnung für das Stadtgebiet erlassen, Diese besaß noch im 19. Jahrhundert Gültigkeit.

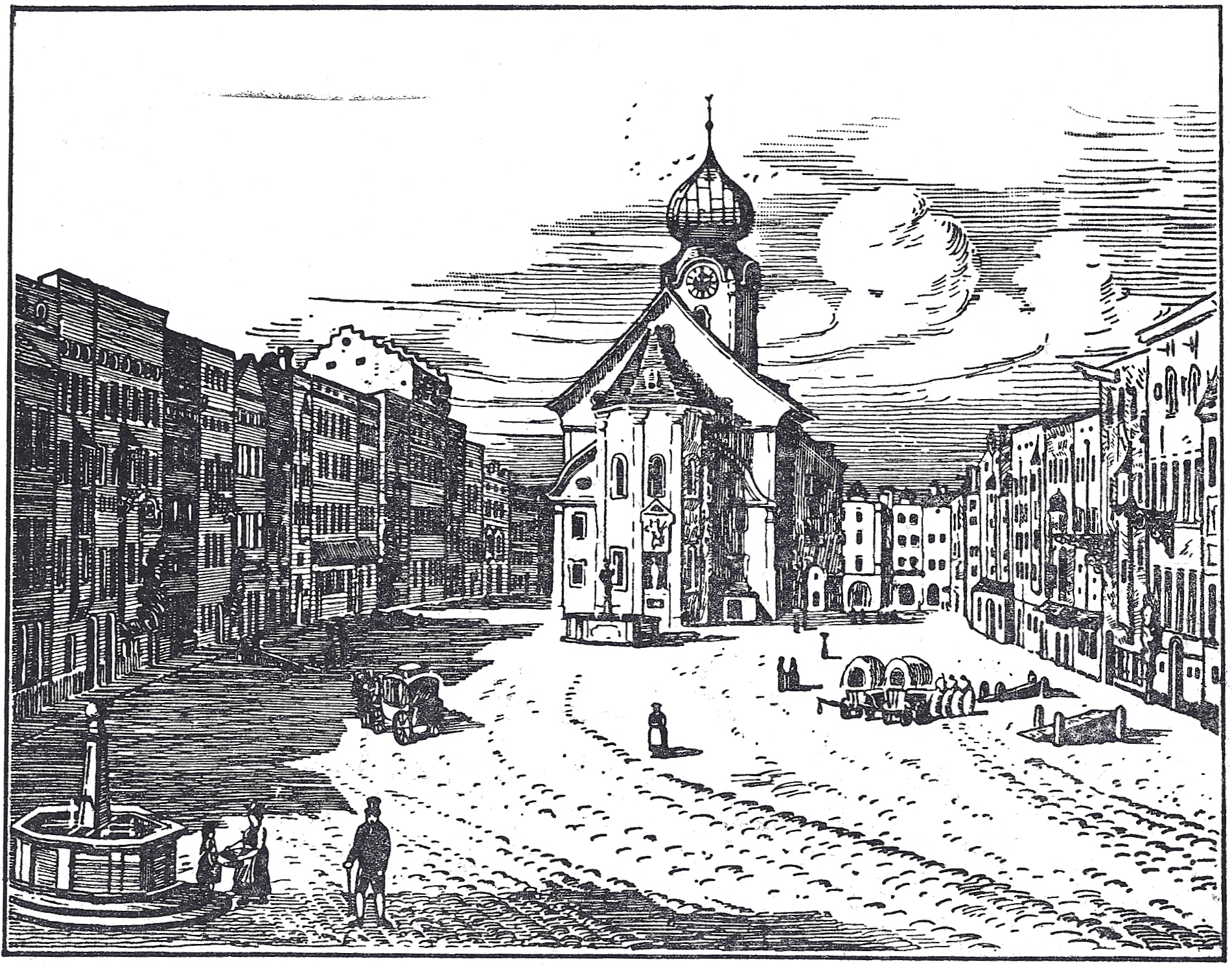
Der Stadtplatz von Traunstein vor dem letzten Stadtbrand 1851.

Nach dem Brand von 1704 wurde die Stadt weitgehend wiederhergestellt. Der von den Schaumburgern errichtete Edelsitz Neugereut mit dem gleichnamigen Schloss an der Nordseite der Stadt, welcher ebenfalls abgebrannt war, wurde nicht wieder aufgebaut.
In der Nacht vom 25. auf den 26. April 1851 wurde Traunstein Opfer eines Brandes, der das frühneuzeitliche Stadtbild nahezu vollständig zerstörte. Wie schon nach 1704 gelang es auch diesmal, Traunstein innerhalb weniger Jahre neu aufzubauen. Insgesamt 90 Häuser und 30 Ökonomiegebäude im Bereich der Innenstadt fielen den Flammen zum Opfer, unter ihnen das Rathaus, das Landgericht, das Hauptsalzamt und das Rentamt, die Kirche und sämtliche Tore und Türme (mit Ausnahme des oberen). Lediglich das heutige Heimathaus, „Zieglerwirtschaft und Brothausturm“, die Schaumburgerstraße und fünf Häuser der Stadtplatz-Nordseite gegenüber der Kirche blieben verschont. Das Feuer brach in einem Stadel neben dem im Bau befindlichen Pfarrhof am Maxplatz aus und nahm, begünstigt durch starken Wind, mit rasender Geschwindigkeit seinen Weg über die mit Holzschindeln gedeckten Dächer. Sämtliche Bemühungen der heimischen und auswärtigen Lösch- und Spritzenmannschaften waren vergebens, denn: „Wenn das Feuer einmal eine gewisse Grenze überschritten, keine menschliche Gewalt mehr im Stande ist, ihm Einhalt zu Thun.“. Viele Bürger verloren all ihre Habe.
Als Brandursache vermutete man zunächst einen Racheakt erzürnter Haslacher, hervorgerufen durch die gerade erfolgte Verlegung des Pfarrsitzes von ihrem Dorf nach Traunstein. Später gab es Gerüchte, die Fahrlässigkeit eines Dienstboten habe den Brand verursacht. Beide Annahmen sind unbewiesen.
An die 700 Bürger waren obdachlos, doch unverzüglich wurde der Stadt geholfen. König Maximilian besuchte schon am 27. April Traunstein und wies mehrere tausend Gulden aus seiner Kabinettskasse an. In vielen Städten gründeten sich Hilfskomitees, die Geld- und Sachspenden sammelten. Auch dank der raschen Auszahlung der Brandversicherungsgelder konnten die Bewohner bald mit dem Wiederaufbau beginnen. Der mittelalterliche Grundriss des Stadtplatzes blieb dabei weitgehend erhalten, jedoch erhielten die Häuser historisierende Fassaden, dem Zeitgeschmack entsprechend. Mit der Errichtung eines neuen Rathauses in den Jahren 1855 bis 1857 – auf den Grundmauern der Stallechnerschen Brandruine – war der Wiederaufbau nach nur sechs Jahren weitgehend abgeschlossen.

### Heutiges Stadtbild
Die Architektur der Stadt Traunstein wurde durch Stadtbrände und Kriege stark geprägt und brachte so eine Mischung verschiedener Epochen mit sich. So findet man rund um den Stadtplatz noch wenige Bauten aus dem Spätmittelalter. Ein Großteil der Gebäude der oberen Altstadt mussten nach Stadtbränden allerdings neu errichtet werden und stammt daher meist aus dem 19. Jahrhundert. Die untere Altstadt entstand im 17. Jahrhundert rund um die Saline. Zwar ist das Sudhaus selbst heute nicht mehr erhalten, zahlreiche Arbeiterhäuser befinden sich aber heute noch in einem guten Zustand.
In der Epoche um die Jahrhundertwende vom 19. zum 20. Jahrhundert wuchs Traunstein in kurzer Zeit stark an und verdreifachte damit fast seine Einwohnerzahl. Die Stadt erreichte dieses Wachstum durch eine gezielte Anwerbung wohlhabender Pensionisten, um Traunstein zur Kurstadt zu machen. Durch diesen Zuzug entstanden nun zahlreiche Vorstadtvillen unterschiedlichster Baustile, die bis heute das Traunsteiner Stadtbild prägen.

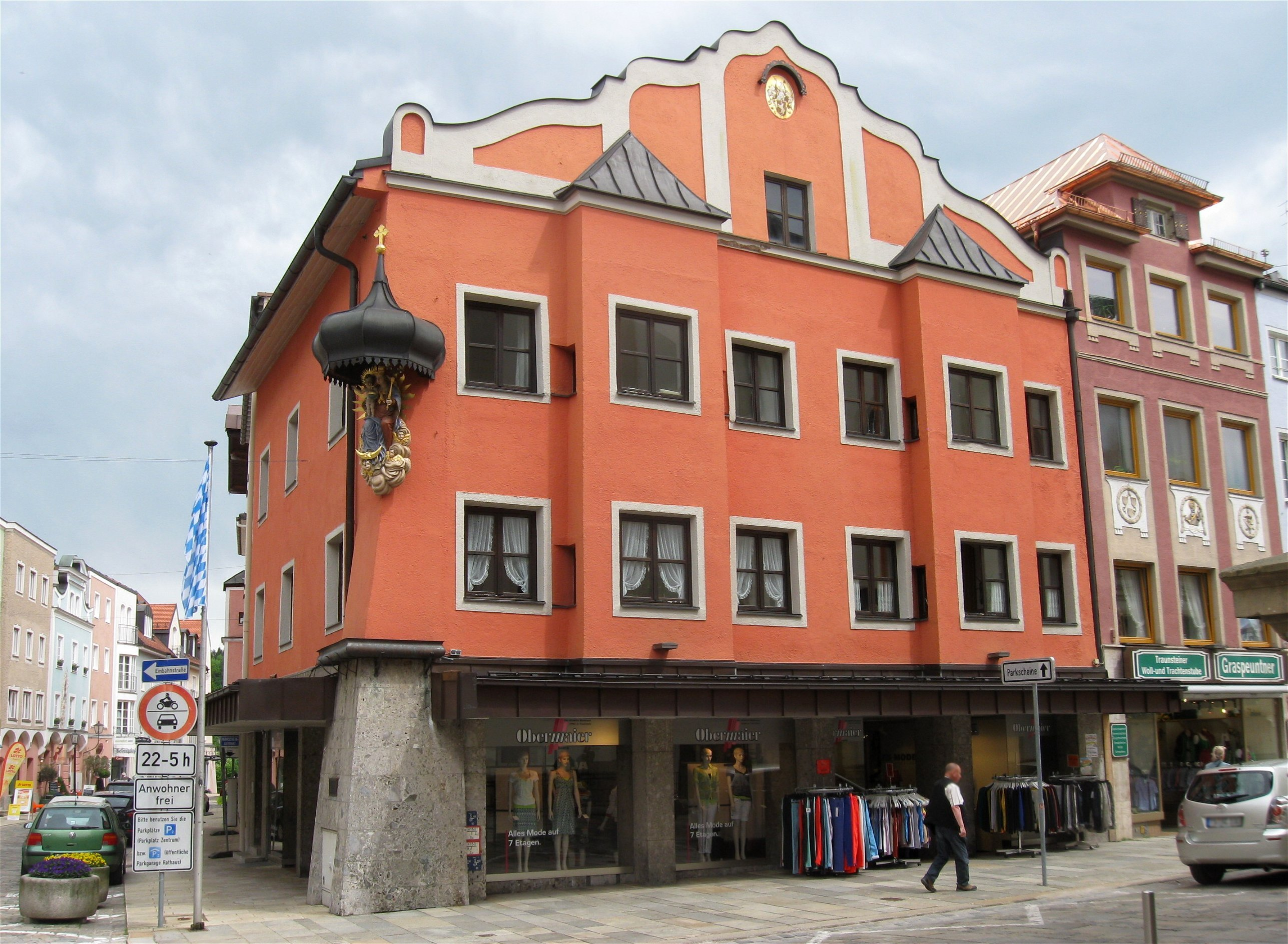
Einer der wenigen erhaltenen Bauten aus dem Spätmittelalter. Das Bürgerhaus am Stadtplatz.
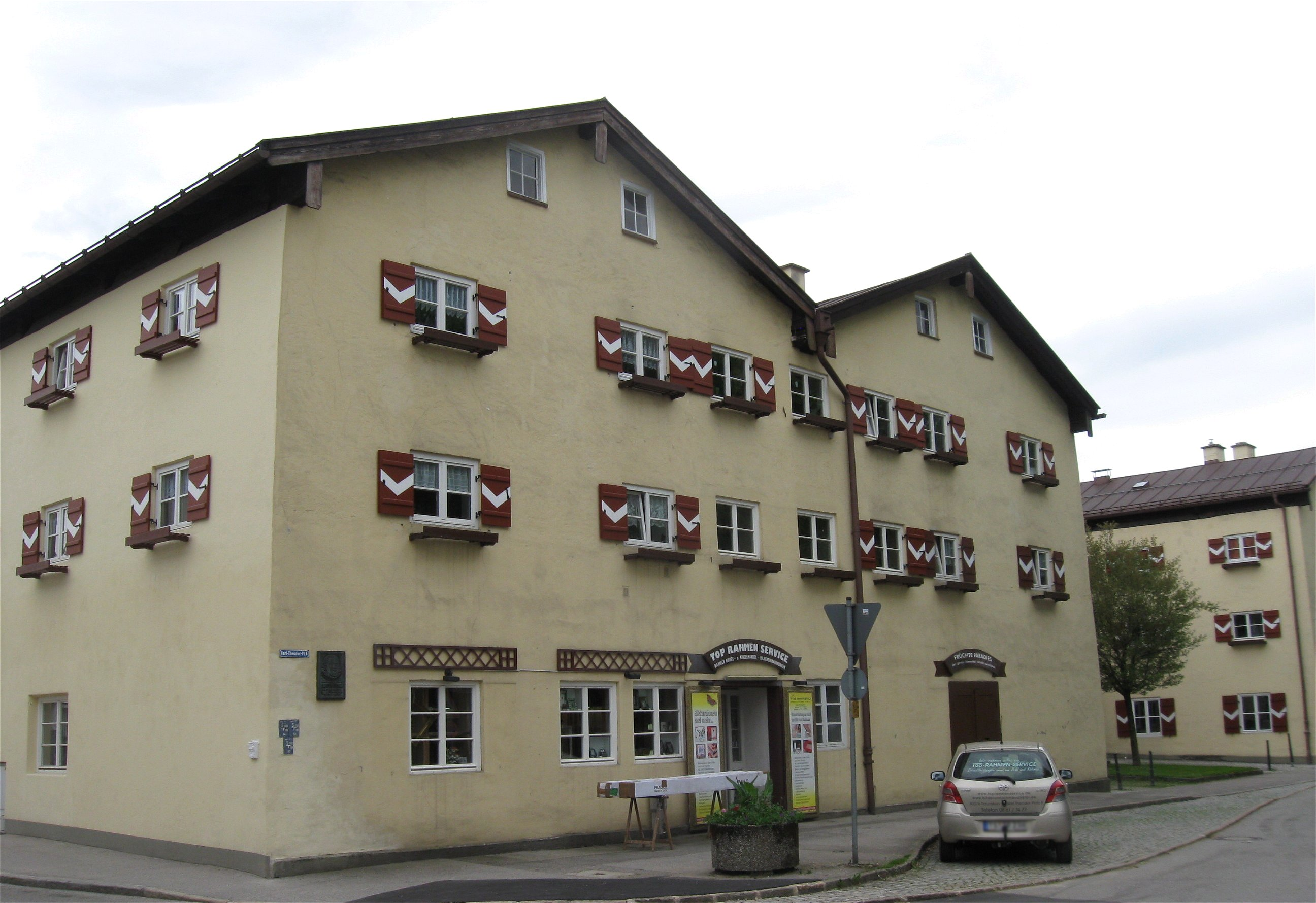
Typischer Baustil der unteren Traunsteiner Altstadt aus dem 17.  Jahrhundert. Die Salinenhäuser.
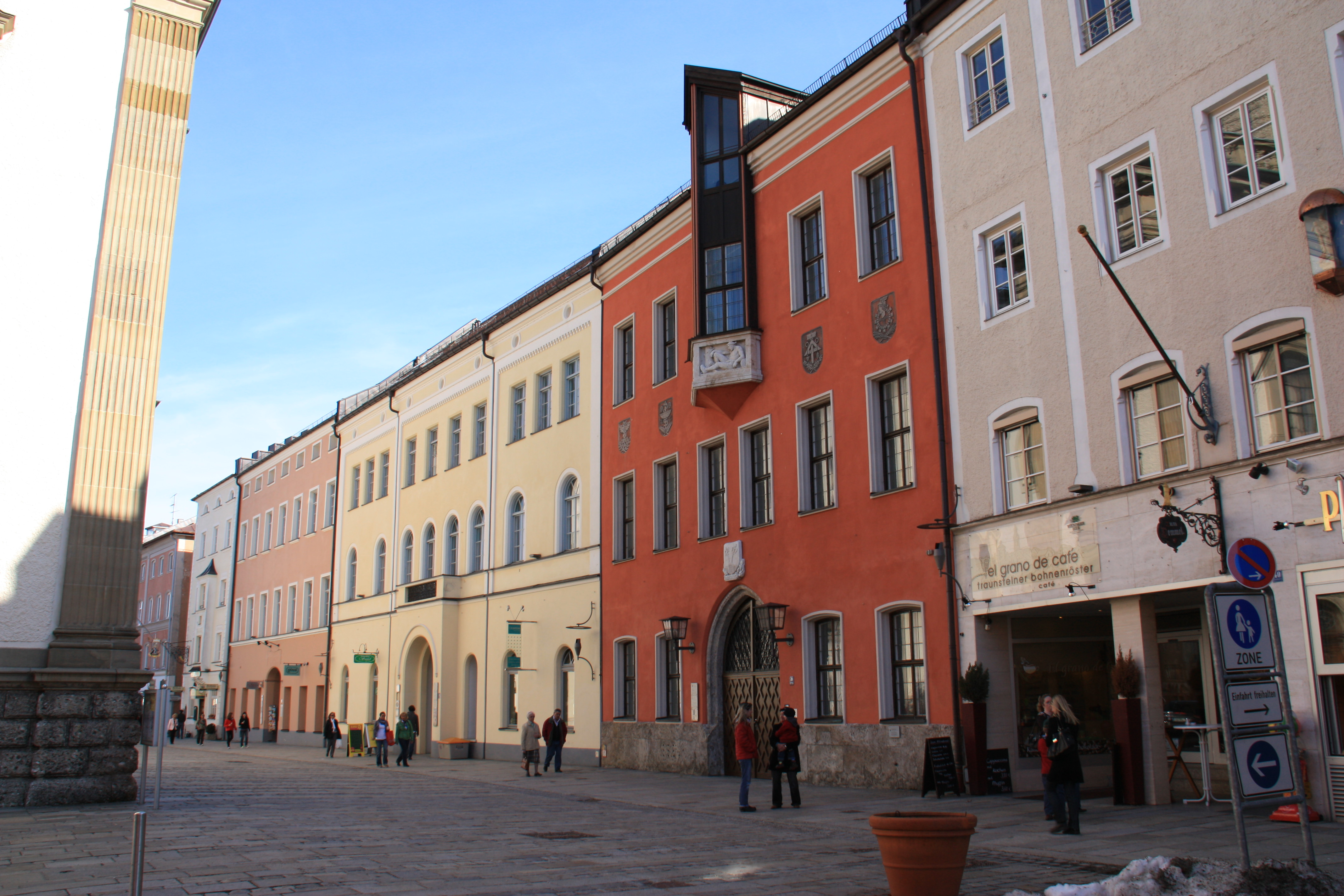
Typischer Baustil der oberen Traunsteiner Altstadt aus dem 19. Jahrhundert. Das Rathaus.
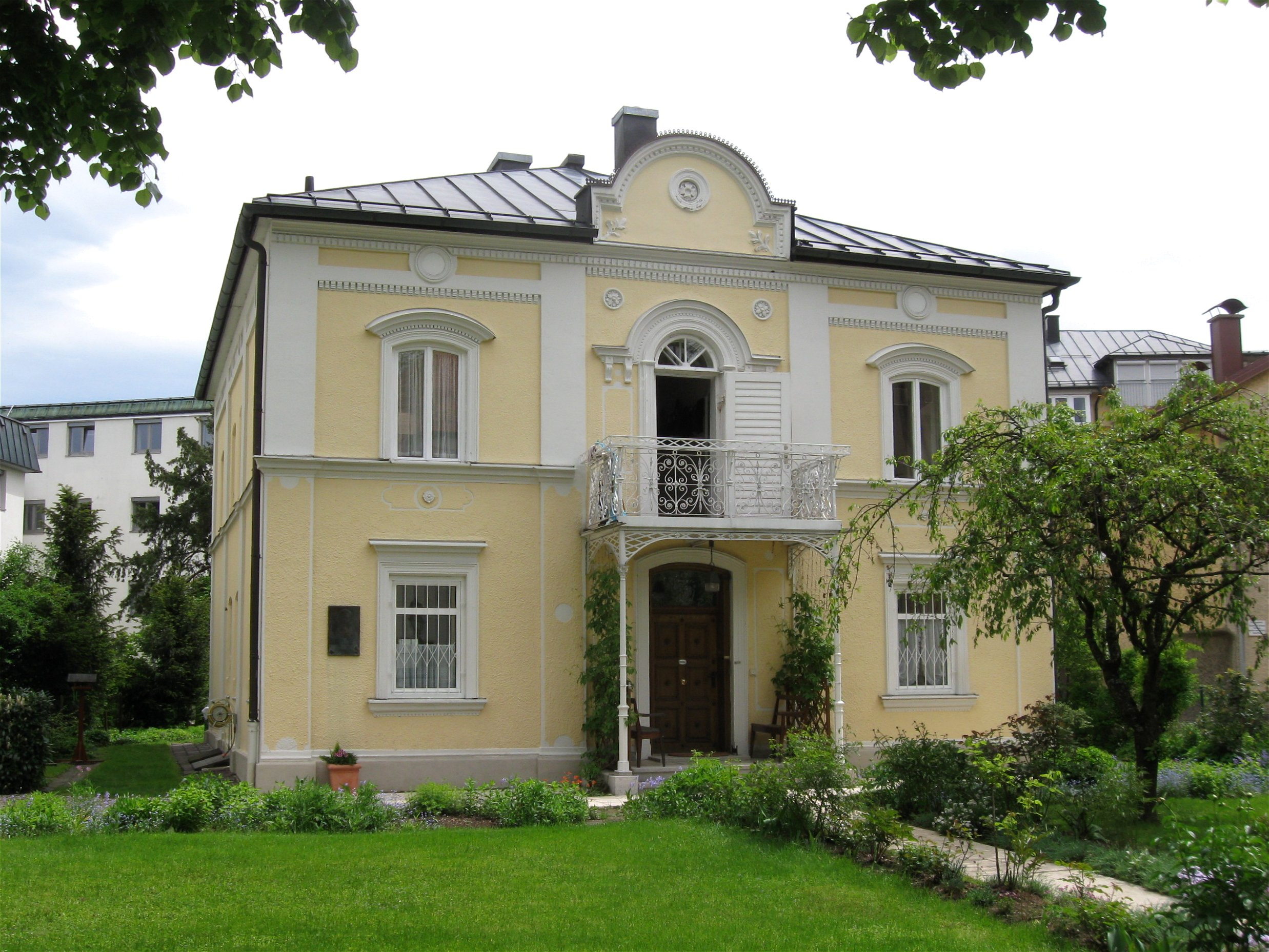
Spätklassizistische Villa von 1874.
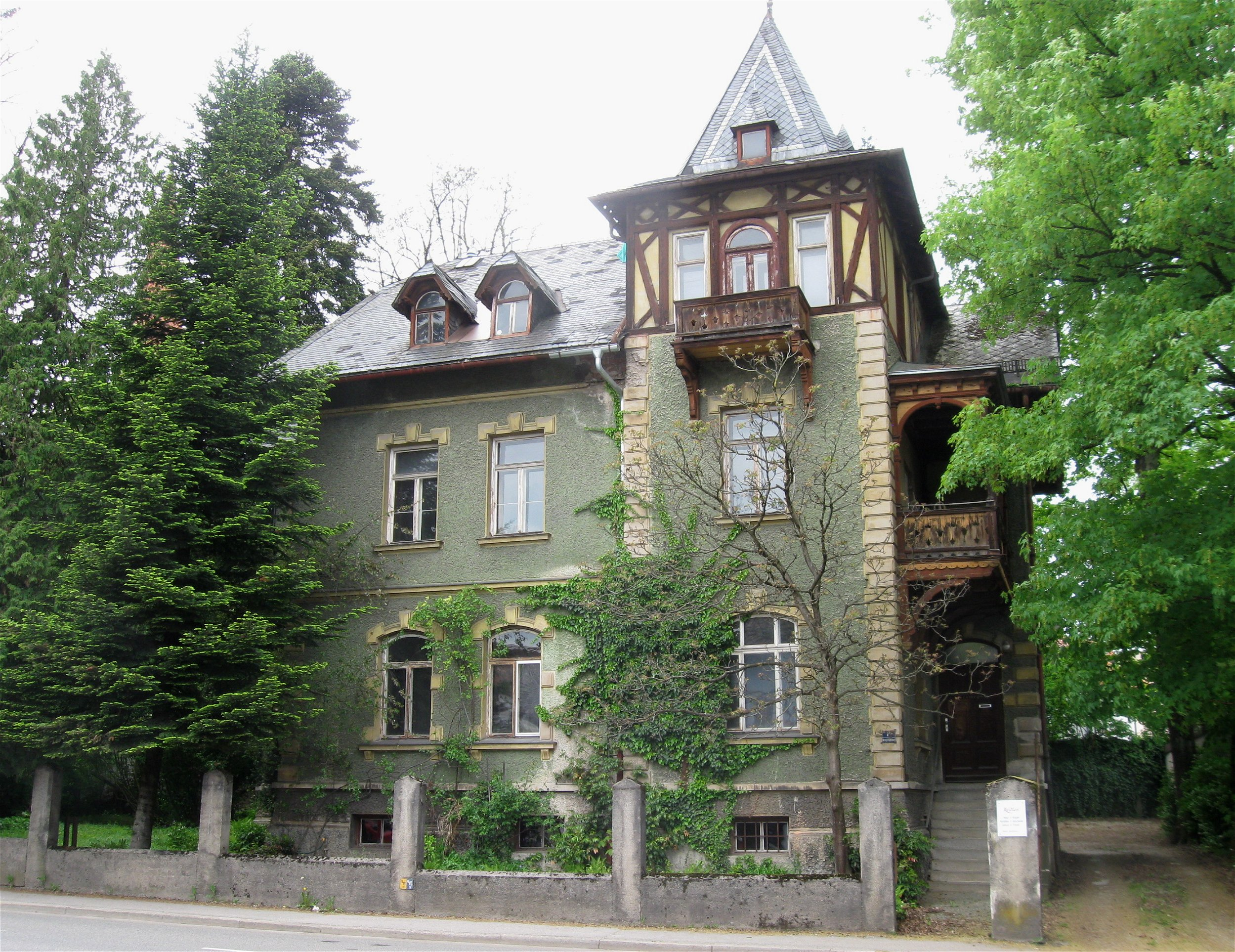
Historisierende Villa von 1892.
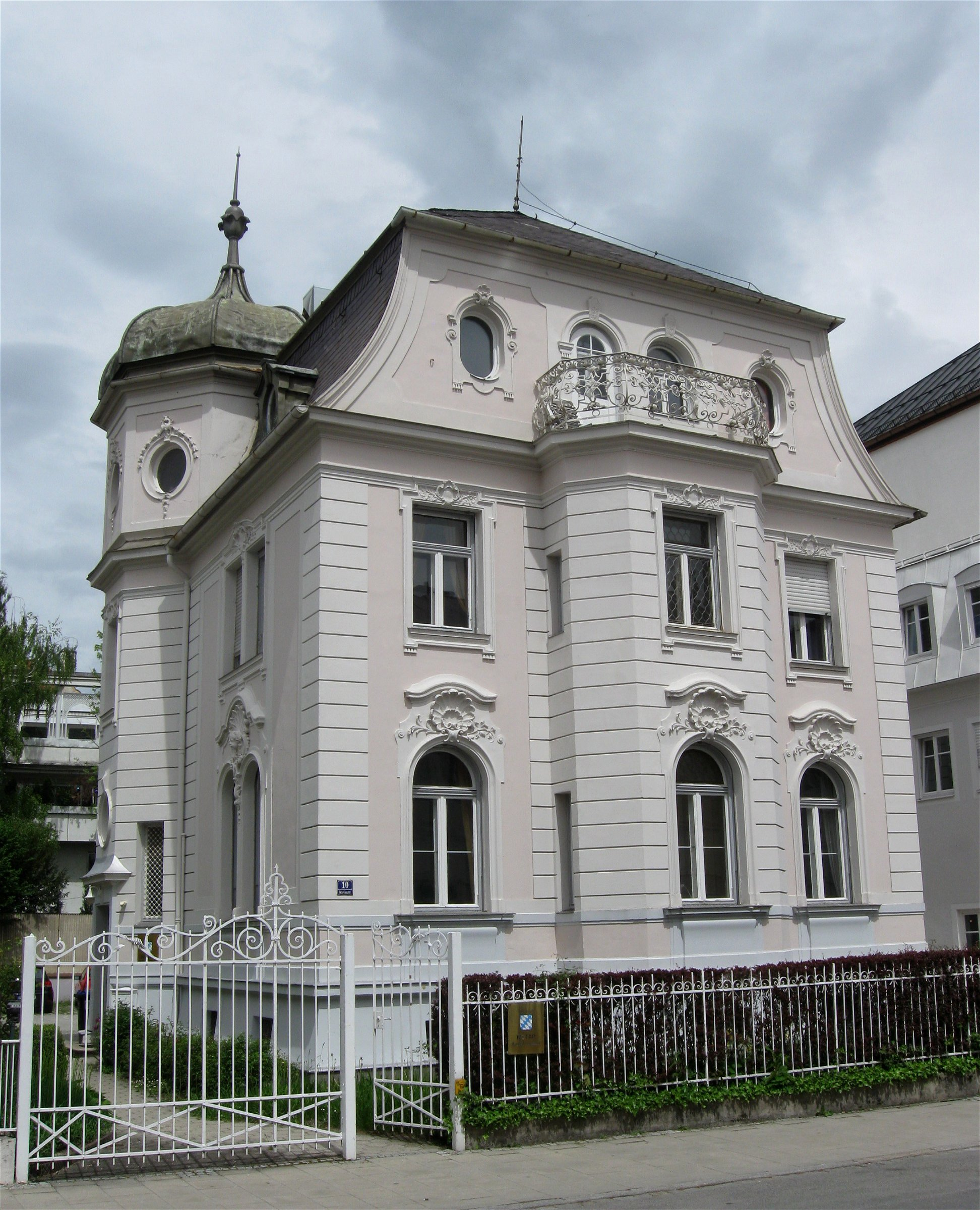
Neubarock-Villa von 1894.
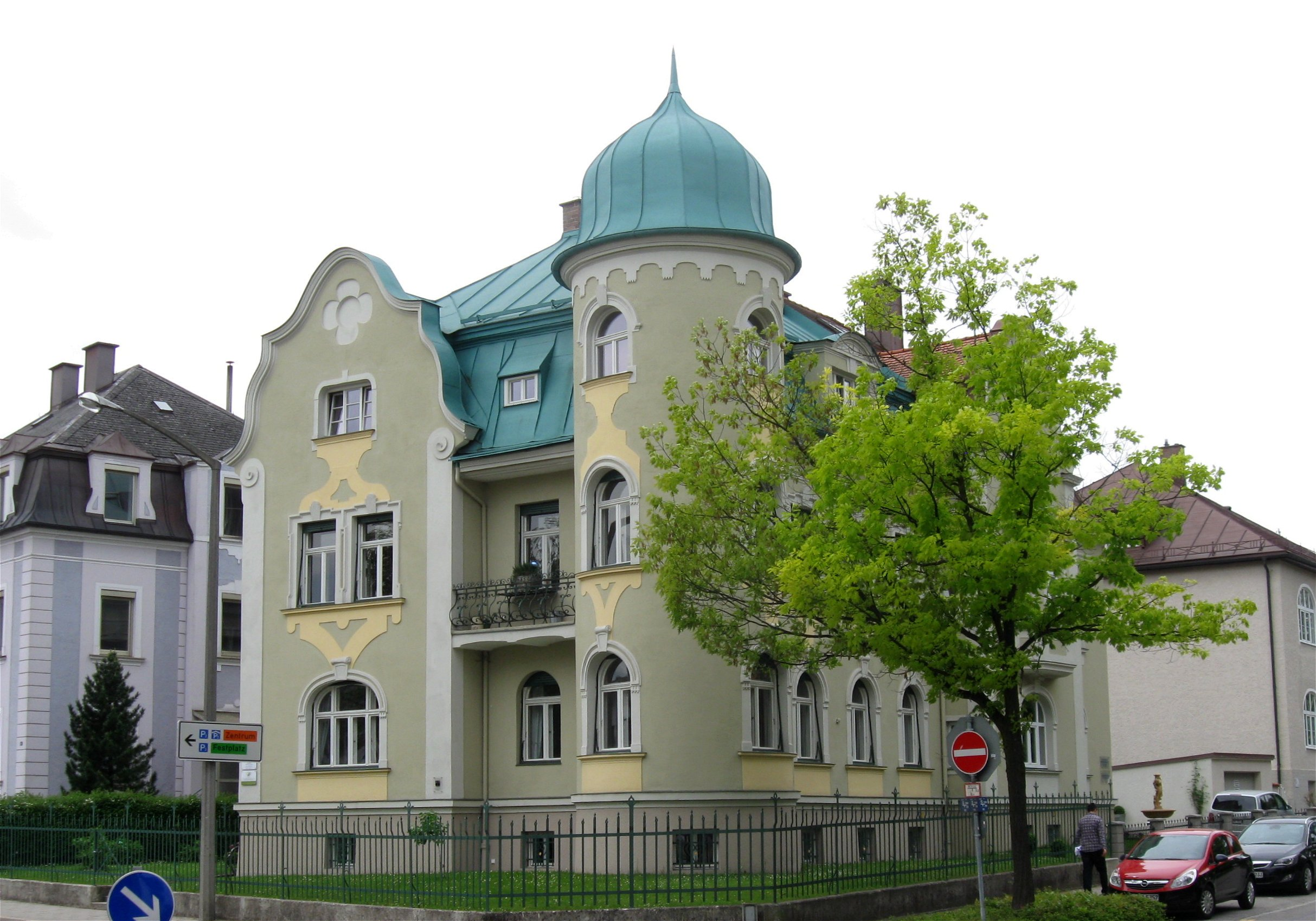
Barockisierte Villa von 1902.

### Demographie
| Jahr    | Einwohnerzahl | Anmerkungen                                                                            |
| ------- | ------------- | -------------------------------------------------------------------------------------- |
| 17. Jh. | ~1.200        | Geschätzte Angaben, da damals nur Personen mit Bürgerrecht erfasst wurden.             |
| 18. Jh. | ~1.500        | Kein signifikantes Wachstum bis zum Beginn des 19. Jahrhunderts zu erkennen.           |
| 1822    | 1.700         | Bis dato geschätzt; Beginn der Aufzeichnungen.                                         |
| 1830    | 1.560         | Erste konkrete Einwohnerzahl.                                                          |
| 1916    | 7.456         | Seit 1914 werden die Einwohner der Gemeinde Au durch die Eingemeindung hinzugezählt.   |
| 1939    | 10.962        | Beginn des 2. Weltkrieges; erstmals über 10.000 Einwohner.                             |
| 1946    | 14.592        | Wachstum um 33 % während des Krieges.                                                  |
| 1948    | 12.224        | Rückgang um 16 % als Folge des Krieges.                                                |
| 1970    | 13.904        | Ende der Stagnation seit der Nachkriegszeit.                                           |
| 1972    | 15.224        | Eingemeindung der Gemeinden Hochberg und Kammer; 1978 folgten Haslach und Wolkersdorf. |
| 1980    | 17.078        | Wachstum um 19 % als Folge der Eingemeindungen.                                        |
| 2013    | 18.944        | Beginn der aktuellen Wachstumsphase.                                                   |
| 2016    | 20.225        | Erstmals über 20.000 Einwohner; Aufstieg zur Mittelstadt.                              |
| 2021    | 21.094        | Wachstum um ca. 10 % seit 2013.                                                        |
| 2022    | 22.121        | Stand 1.1.2023                                                                         |

Die Einwohnerentwicklung Traunsteins lässt sich seit Beginn der Aufzeichnungen ab 1822 in unterschiedliche Phasen unterteilen. Während die Bevölkerungszahl in der Phase vor dem Zweiten Weltkrieg von 1830 bis 1939 konstant anstieg, erbrachte die Phase des Zweiten Weltkrieges erst einen starken Anstieg der Einwohnerzahl um 33 % von 1939 bis 1946. Als Folge des Krieges jedoch, sank die Zahl der Einwohner Traunsteins dann das einzige Mal signifikant wieder um 16 % bis 1948. In der Nachkriegsphase konnte der Höchstwert von 1946 zwar bereits 1949 schon wieder erreicht werden, leitete daraufhin aber eine knapp 20 Jahre andauernde Stagnation bis in die 1970er Jahre ein, in denen dann 1972 Hochberg und Kammer, sowie 1978 Haslach und Wolkersdorf eingemeindet wurden. Dies sorgte für eine zweite Wachstumsphase von knapp 19 % zwischen 1970 und 1980, auf die dann wieder eine annähernde Stagnation bis ca. 2013 folgte. Seit 2013 befindet sich Traunstein in einer dritten, bis heute andauernden Wachstumsphase, die die Stadt 2016 erstmals über die 20.000-Einwohner-Grenze anhob und zur Mittelstadt machte. Die Stadt verzeichnete im Jahr 2023 einen Ausländeranteil von 15,80  %.

## Politik

### Stadtrat
Die Kommunalwahlen am 2. März 2008, 16. März 2014 und 15. März 2020 ergaben folgende Sitzverteilungen:
| Partei / Liste | CSU | SPD | GRÜNE | Unabhängige Wähler | Traunsteiner Liste | Initiative Traunstein | DIE LINKE | Gesamt |
| -------------- | --- | --- | ----- | ------------------ | ------------------ | --------------------- | --------- | ------ |
| Sitze 2008     | 8   | 5   | 2     | 7                  | 2                  |                       |           | 24     |
| Sitze 2014     | 8   | 5   | 4     | 5                  | 2                  |                       |           | 24     |
| Sitze 2020     | 10  | 4   | 7     | 4                  | 2                  | 2                     | 1         | 30     |

### Bürgermeister
Der seit 1990 amtierende Oberbürgermeister Fritz Stahl (SPD) trat zu den Kommunalwahlen 2008 altersbedingt nicht mehr an. Der neu gewählte Oberbürgermeister von Traunstein, Wilfried Arsan (Unabhängige Wähler – UW), wurde am 7. April 2008 tot aufgefunden. Die staatliche Kommunalaufsicht hatte daher auf Vorschlag der Stadt für die Zeit vom 1. Mai 2008 bis zur konstituierenden Stadtratssitzung am 8. Mai den bisherigen 2. Bürgermeister Hans Zillner als Beauftragten für unaufschiebbare Amtsgeschäfte bestellt. Zillner wurde in der Sitzung vom Stadtrat erneut als 2. Bürgermeister gewählt; er leitete die Amtsgeschäfte bis zur Wahl eines neuen Oberbürgermeisters durch die Bevölkerung am 13. Juli 2008. Hier wurde abermals der Kandidat der Unabhängigen Wähler, Manfred Kösterke, mit 54,66 % der Stimmen zum neuen OB gewählt.
Bei den Kommunalwahlen 2014 traten fünf Bewerber an; in der Stichwahl gewann der Bewerber der SPD, Christian Kegel, mit 50,76 % und löste Manfred Kösterke (49,24 %) ab.
Bei den Kommunalwahlen 2020 unterlag der damalige Amtsinhaber Christian Kegel am 29. März 2020 in der Stichwahl Christian Hümmer (CSU), der 60,05 % der gültigen Stimmen erreichte. Zweite Bürgermeisterin ist Walburga Mörtl-Körner von Bündnis 90/Die Grünen.

### Stadtwappen
| Wappen von Traunstein | Blasonierung: „In Schwarz zwei aus grünem Dreiberg wachsende, ausgebogene goldene Lilienstängel.“ |
| Wappen von Traunstein | Wappenbegründung: Das heutige Stadtwappen existiert seit Jahrhunderten in der jetzigen Form (Drei Hügel und zwei Lilien). Im Mittelalter sah das Wappen jedoch anders aus: Über drei Toren befanden sich zwei Hellebarden. Daraus lässt sich schließen, dass die Niederlassung ursprünglich vor allem als eine befestigte Anlage und unter militärischen Gesichtspunkten geplant und errichtet wurde. Reste der ehemaligen Stadtbefestigung zeugen heute noch davon. |

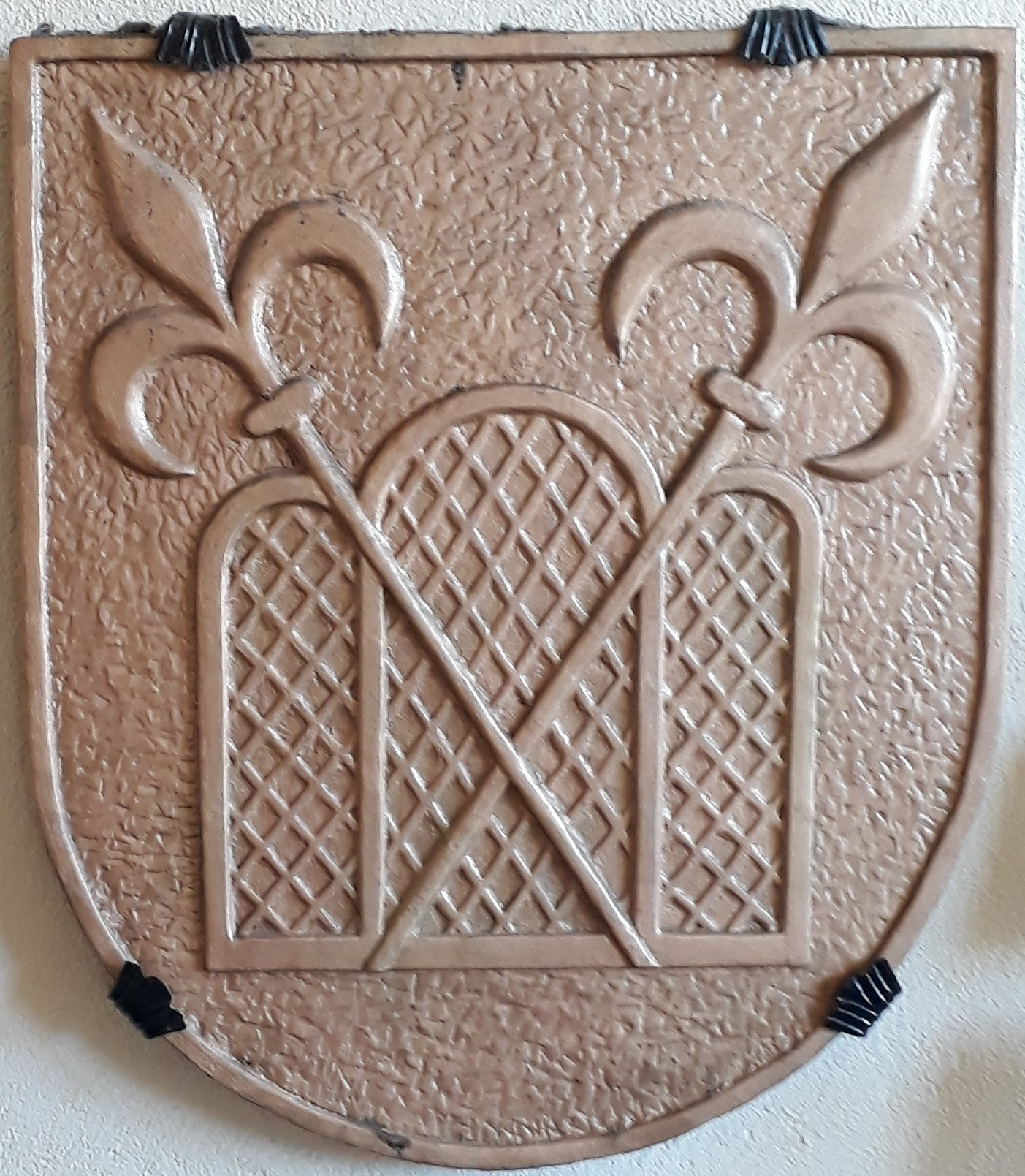
Altes Stadtwappen Traunstein

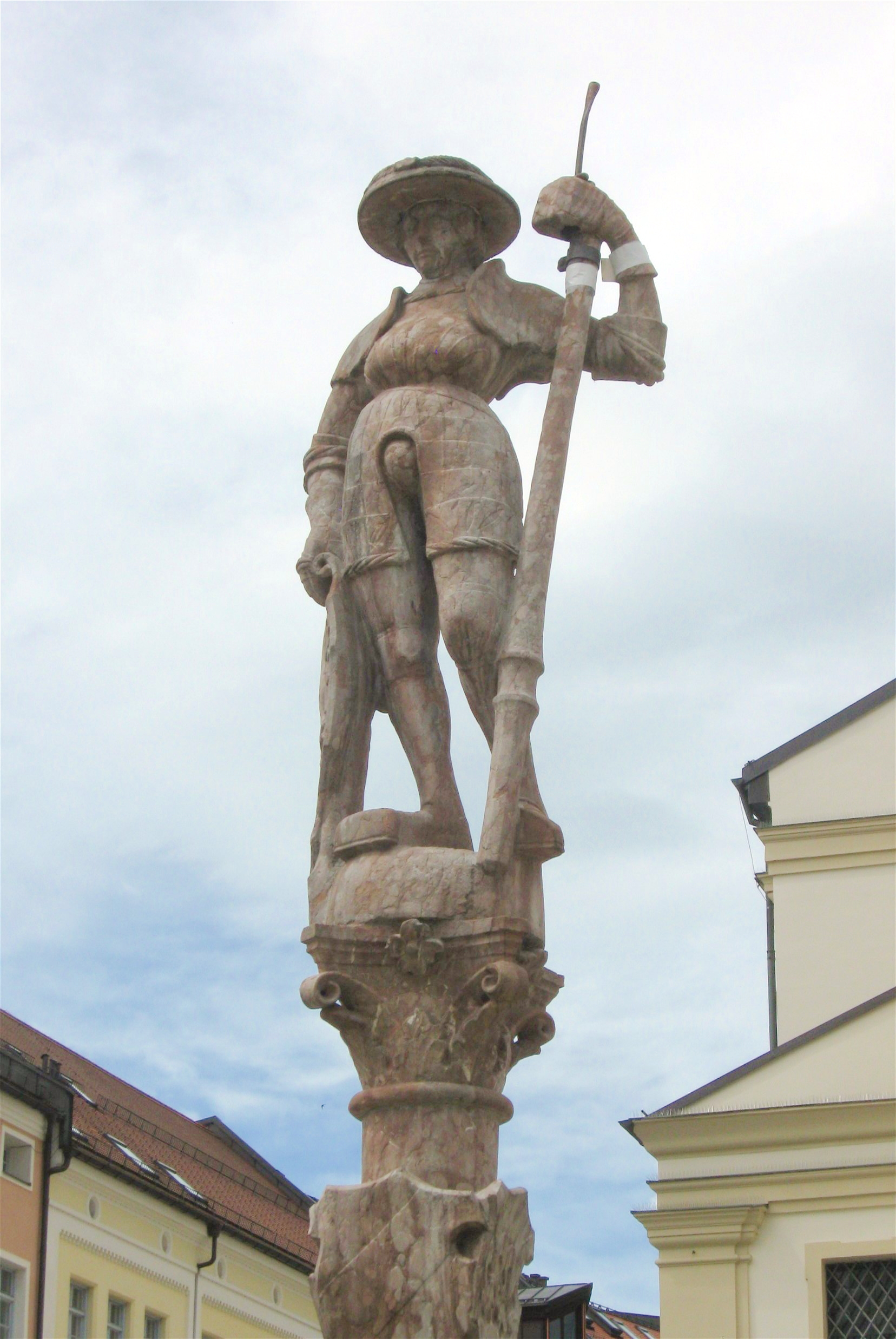
Der Lindl. Die Wappenfigur Traunsteins.

Neben dem Wappen steht auch der Lindl als Wappenfigur symbolisch für die Stadt Traunstein. Der 1526 erbaute „märbelsteinerne Mann auf dem Brunnen“ steht noch heute als Teil des Lindlbrunnens auf dem Stadtplatz. Er stellt einen Ritter in Maximiliansharnisch da und stand einst für die Stadtfreiheit Traunsteins.

### Städtepartnerschaften
Traunstein hat vier Partnerstädte:
- Das französische Gap (seit 1976)
- Das deutsche Wesseling am Rhein (seit 1984)
- Das italienische Pinerolo im Piemont (seit 1986)
- Das britische Haywards Heath in Sussex (seit 1993)

Es finden immer wieder Schüleraustausche und gegenseitige Besuche zwischen Traunstein und seinen Partnerstädten statt.

## Kultur und Sehenswürdigkeiten

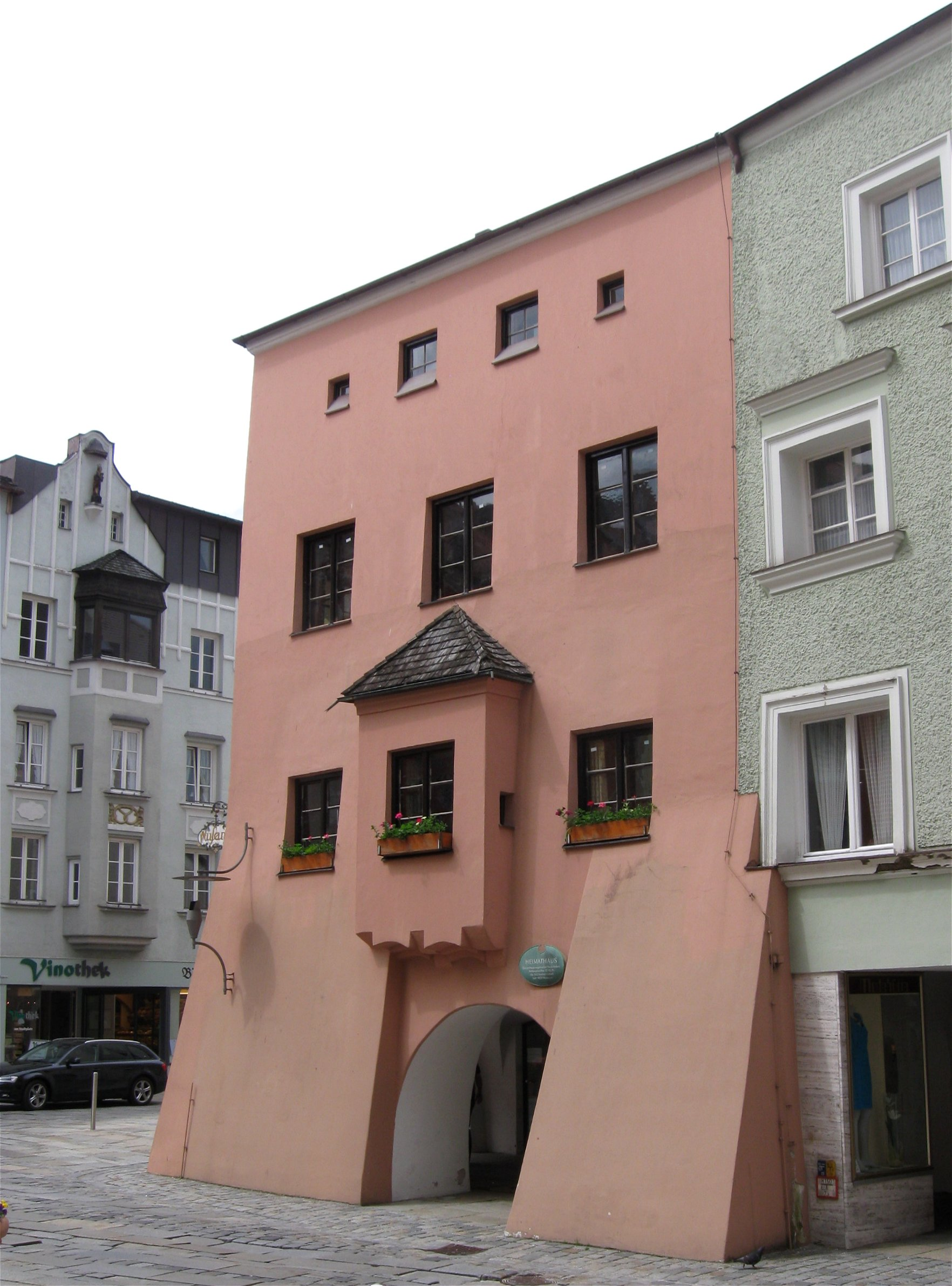
Das Traunsteiner Heimatmuseum von 1572.

### Kultureinrichtungen
- das Heimatmuseum (Am Stadtplatz 2/3)
- die Städtische Galerie (Ludwigstraße 12; Zeichnungen, Buchillustrationen, Holzschnitte usw.)
- das Städtische Kulturzentrum im Stadtpark
- der Salinenpark

Regelmäßige Kulturveranstaltungen sind unter anderem:
- die Sinfonischen Konzerte Traunstein
- die Traunsteiner Sommerkonzerte
- der Musiksommer zwischen Inn und Salzach
- der Chiemgauer Musikfrühling
- das Traunsteiner Lindl-Singen und -Musizieren
- die Traunsteiner Musikkulturnächte (je einmal im Frühjahr und im Herbst)

Regelmäßige Konzerte und Theatervorstellungen finden auch in Nuts – die Kulturfabrik statt.
Ein Kulturträger ist das Trompe-Bläserensemble Die Bayerischen Jungwölfe
Von 1996 bis 2013 bestand am Ort das Katzenmuseum Traunstein, eine private Sammlung von Katzen-Figuren.

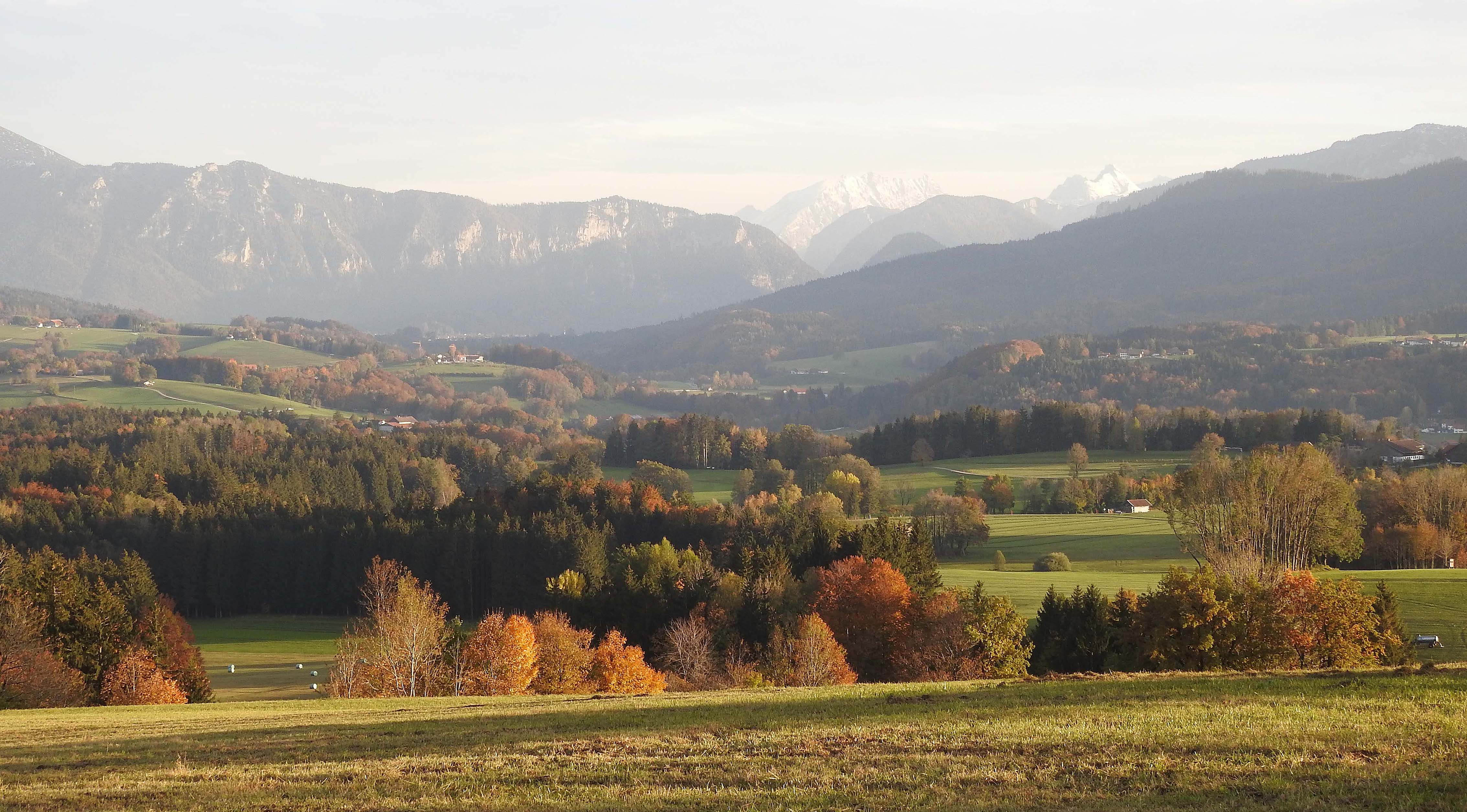
Blick vom Hochberg über das Tal der roten Traun auf Watzmann und Hochkalter

### Sehenswürdigkeiten
- Reste der Stadtbefestigung (Brothausturm, Löwentor, Teile der Stadtmauer)
- ehemalige Wohn- und Sudhäuser der Salinenanlage
- der Salinenpark mit historischen Maschinen der ehemaligen Saline
- die Salinenkapelle St. Rupert und St. Maximilian im Stadtteil Au (bedeutende frühbarocke Fresken)
- der „Traunstein“, ein großer, halb im Fluss liegender Sturzblock aus mindeleiszeitlicher Nagelfluh[33]
- der Lindlbrunnen mit dem Wappner (auf dem Stadtplatz)
- der Jacklturm (neu erbaut 1998, nachdem er dem Stadtbrand 1851 zum Opfer gefallen war)
- die Pfarrkirche St. Oswald (barocke Gemälde, alte Fresken)
- die evangelische Auferstehungskirche (neugotisch)
- der Viadukt von 1860 mit 105 Meter Länge und 25 Meter Höhe.
- der Hochberg, einer der schönsten Aussichtspunkte des Chiemgaus
- die Kapelleneiche bei Abstreit mit einem BHU von 6,55 m (2015).[34]

### Bodendenkmäler

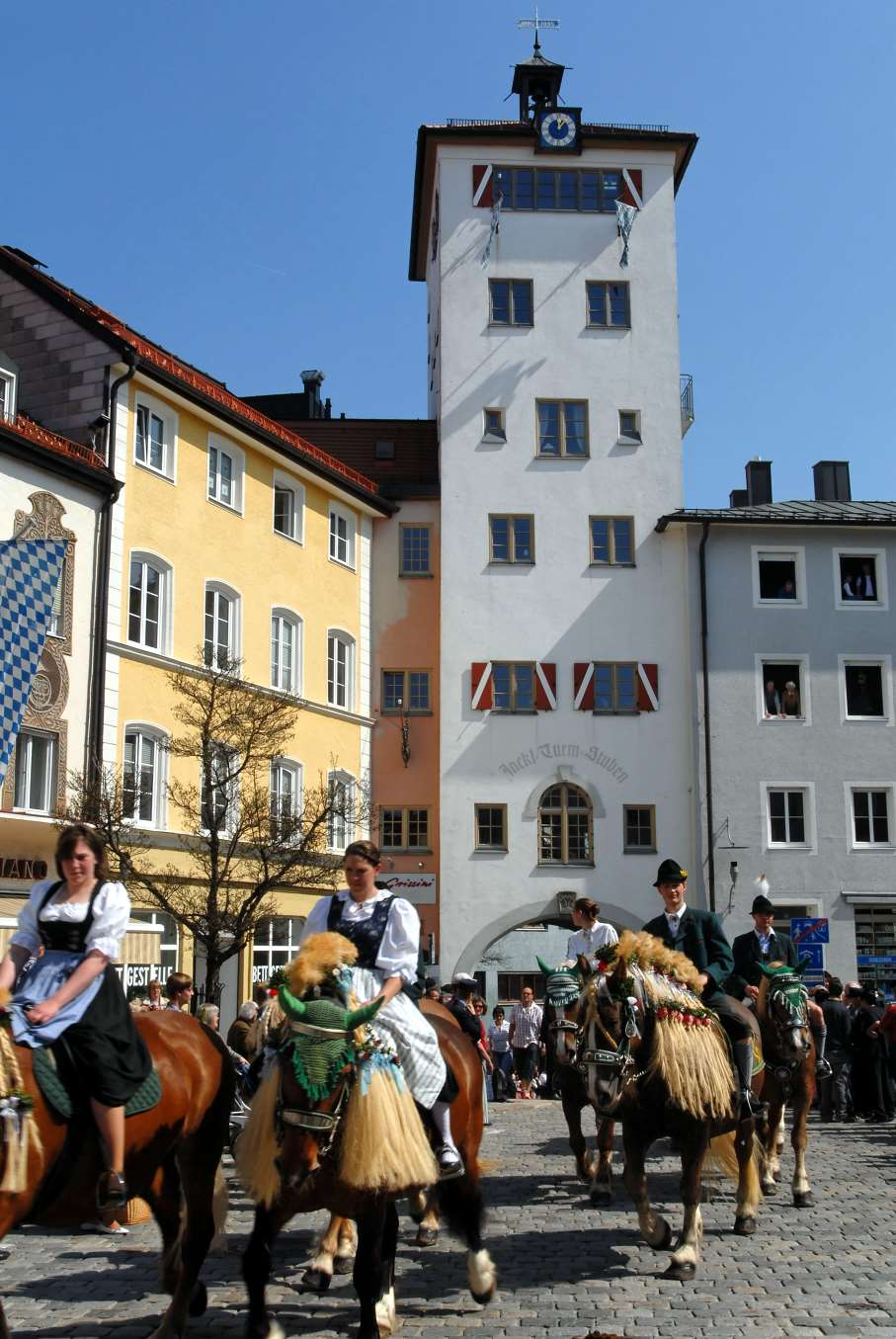
Das Traunsteiner Wahrzeichen, der Jacklturm. Ursprünglich erbaut im 16. Jahrhundert.
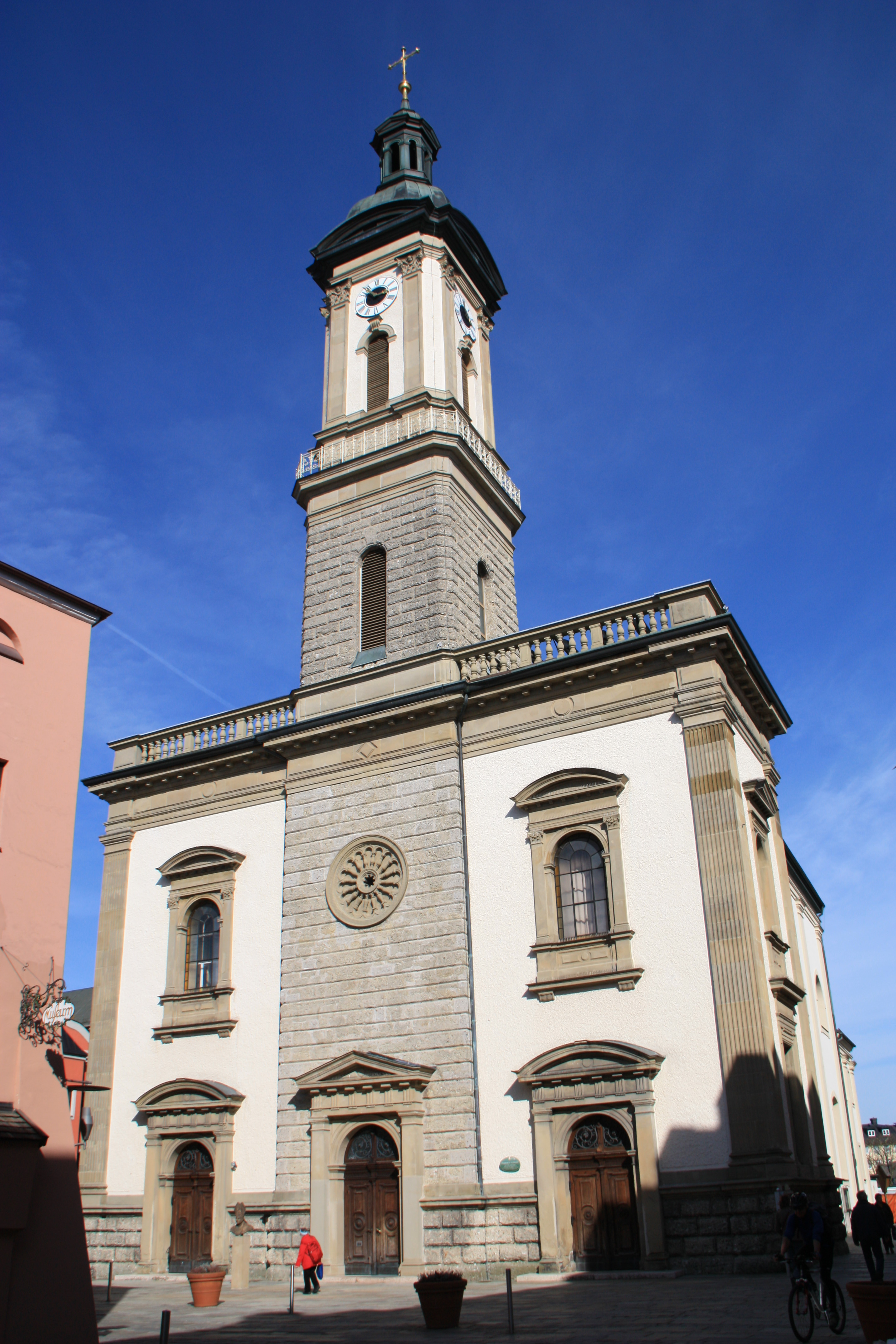
Pfarrkirche St. Oswald aus dem 12. Jahrhundert am Traunsteiner Stadtplatz.
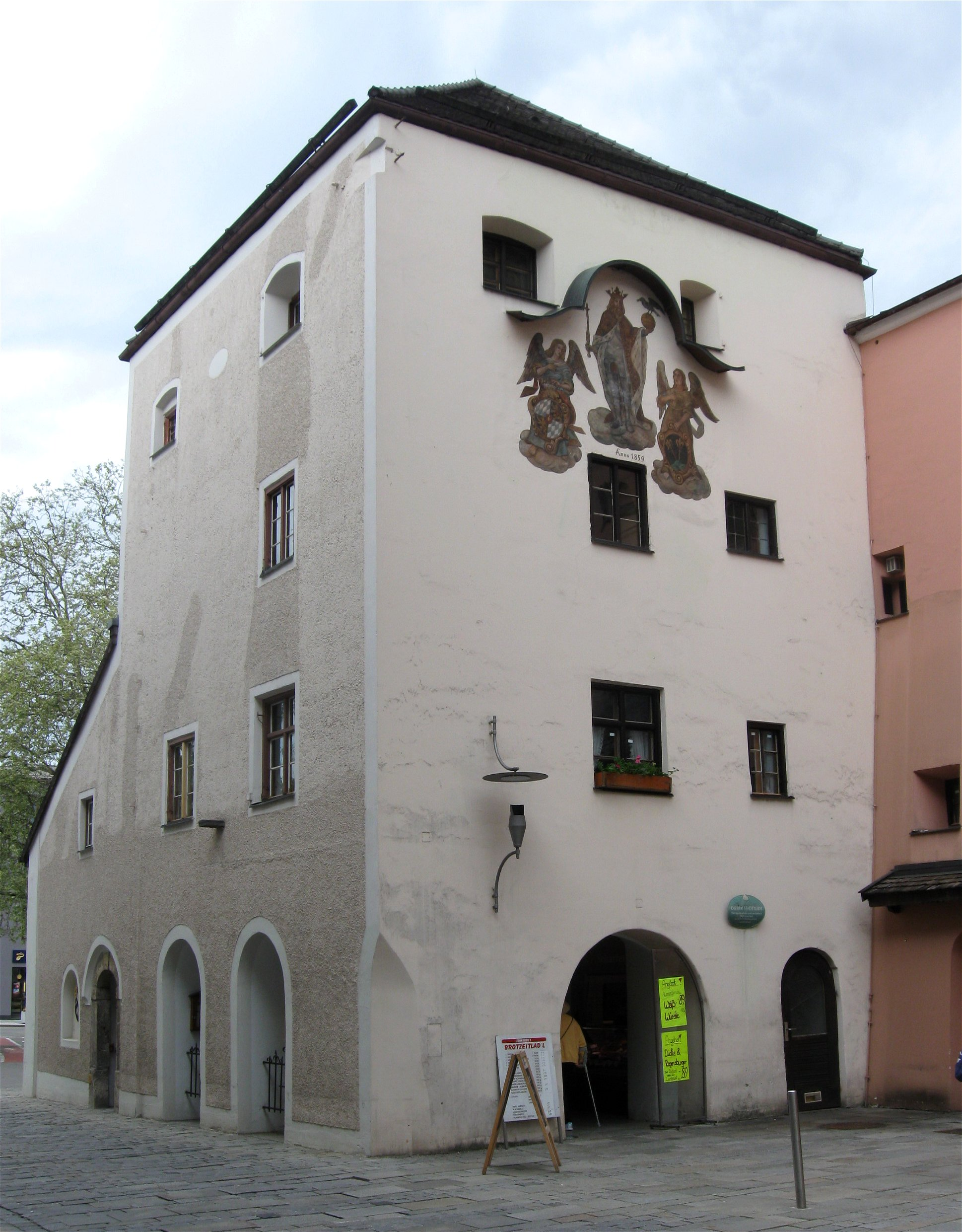
Der Brothausturm von 1541, Torturm des ehemaligen Oberen Tores.
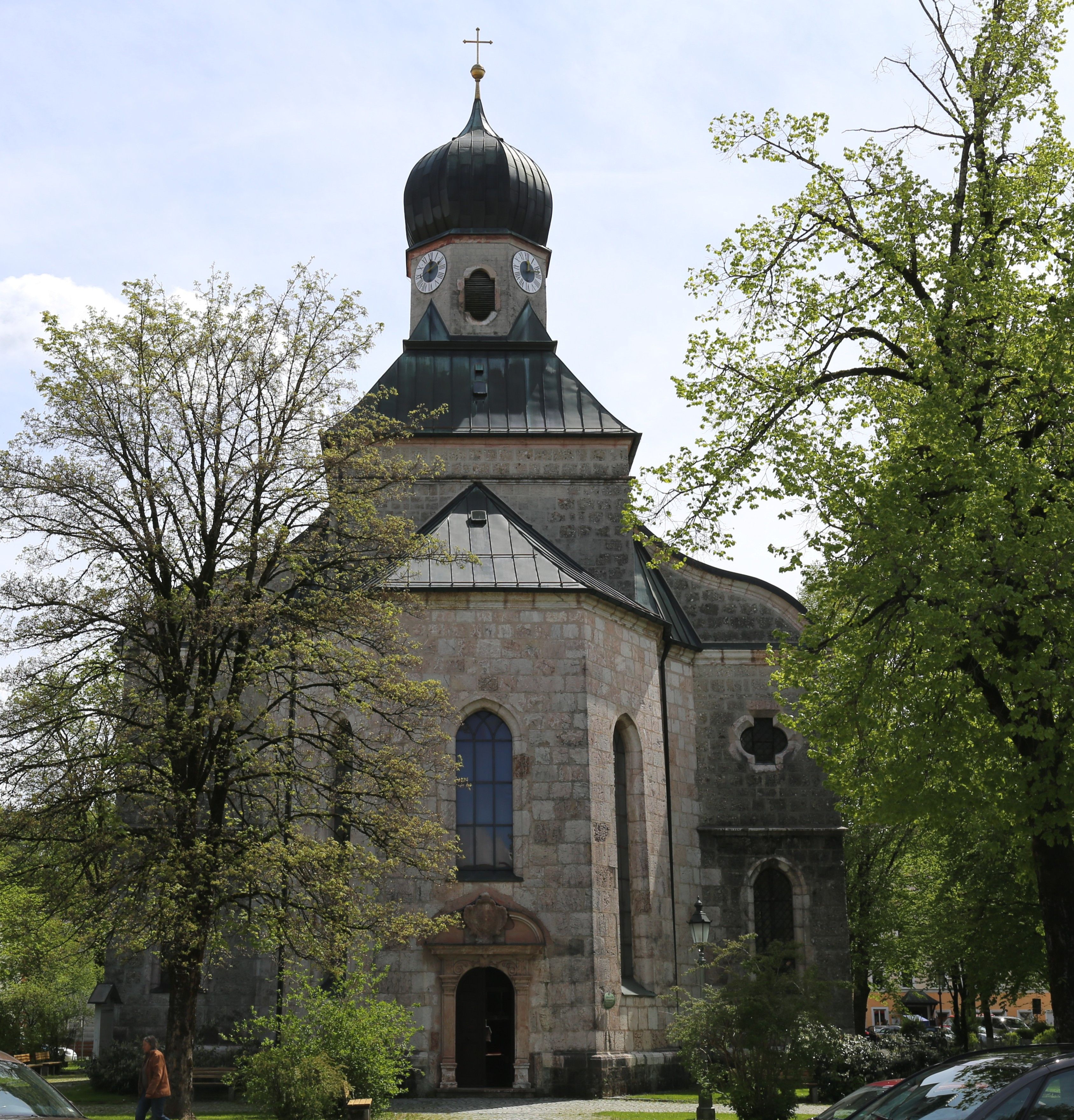
Karl-Theodor-Platz mit der Salinenkapelle St. Rupert und Maximilian.
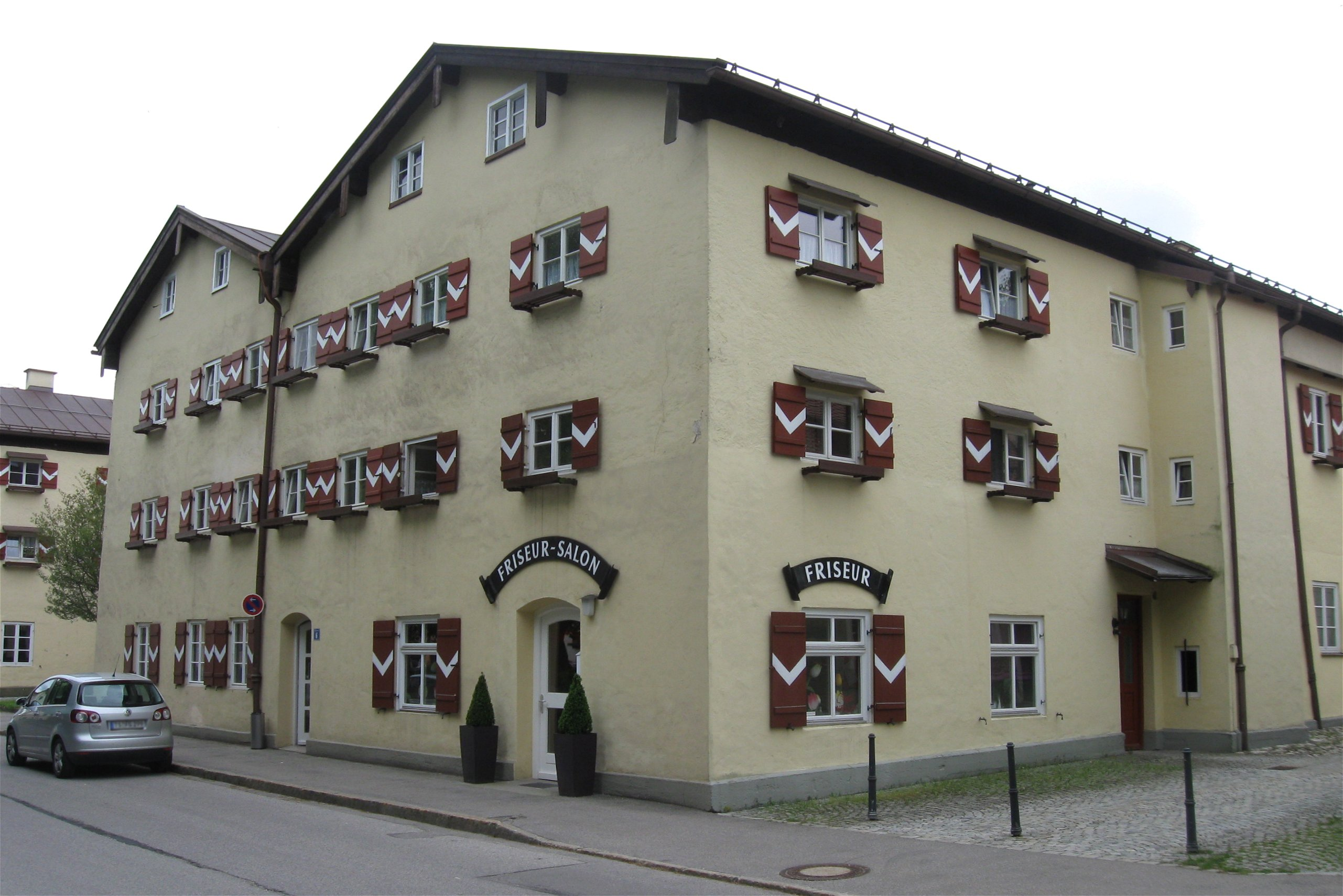
Eines der ehemaligen Arbeiterhäuser der Saline von 1618 am Karl-Theodor-Platz.
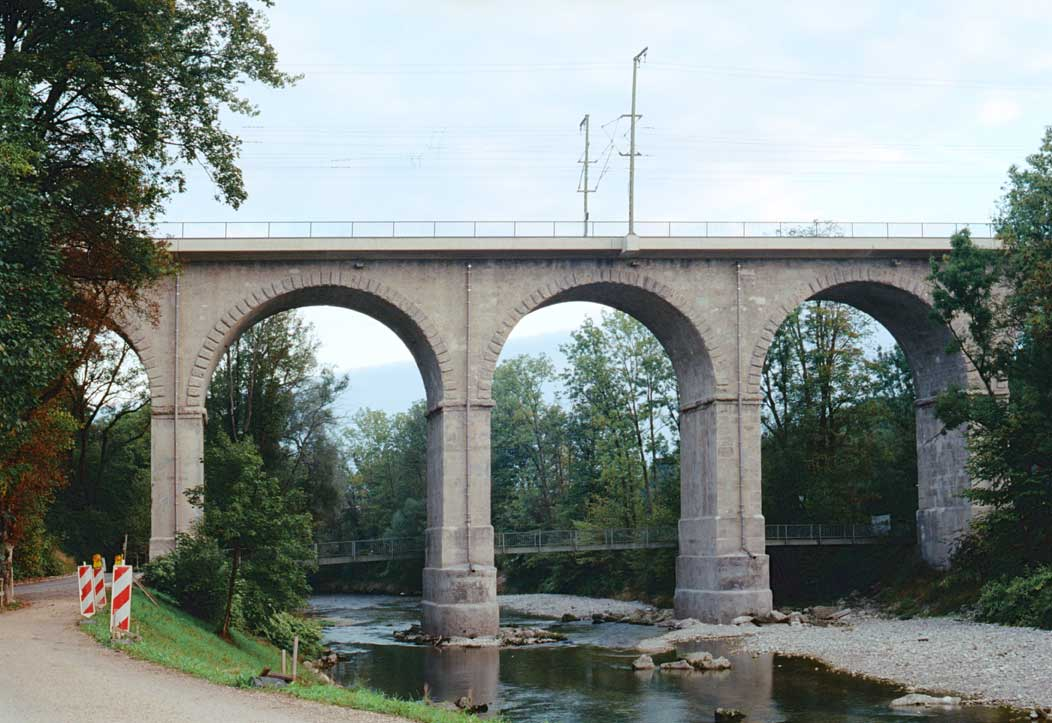
Viadukt für den Eisenbahnverkehr von 1860.
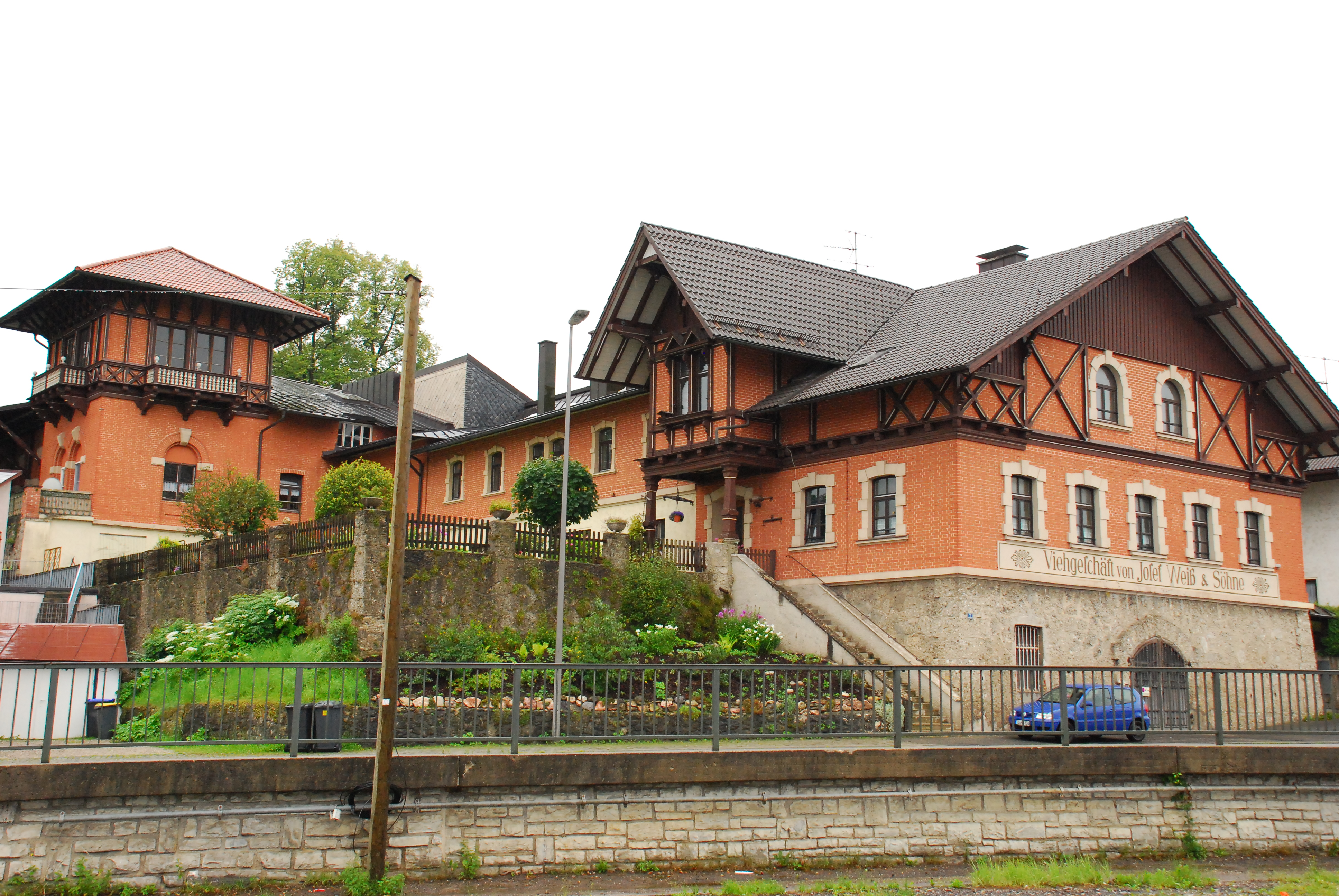
Ehemaliger Sommerkeller und Saalbau der Höllbrauerei, um 1800 angelegt.
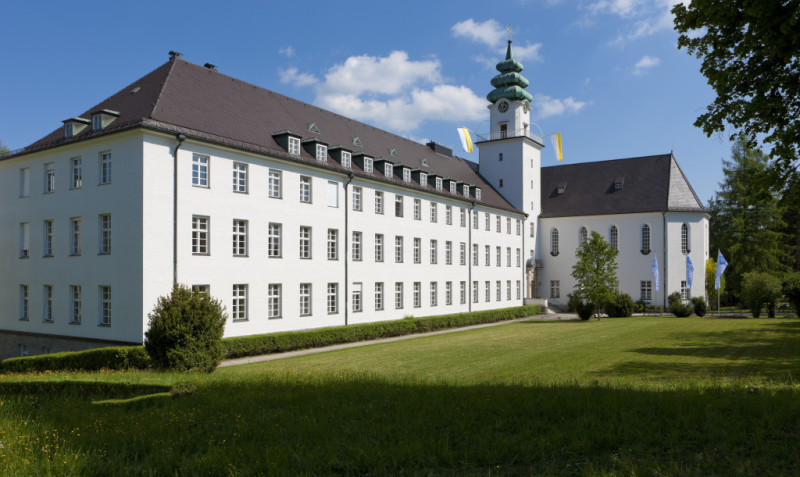
Studienseminar St. Michael von 1928. Ein Internat der Erzdiözese München Freising.
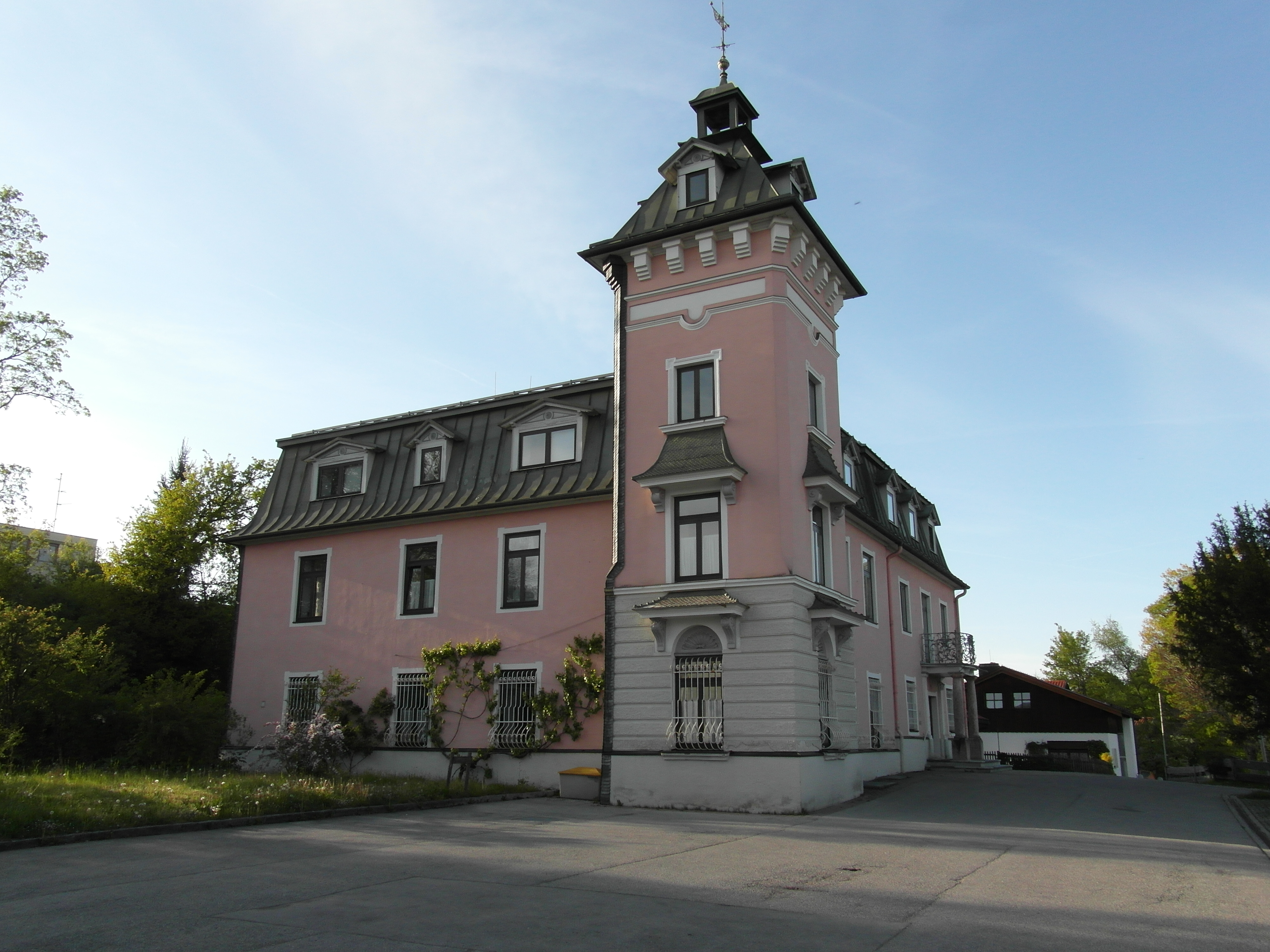
Ehemaliges Kernschloss von 1770. Heute dient es als Pfarrhaus.

### Religion

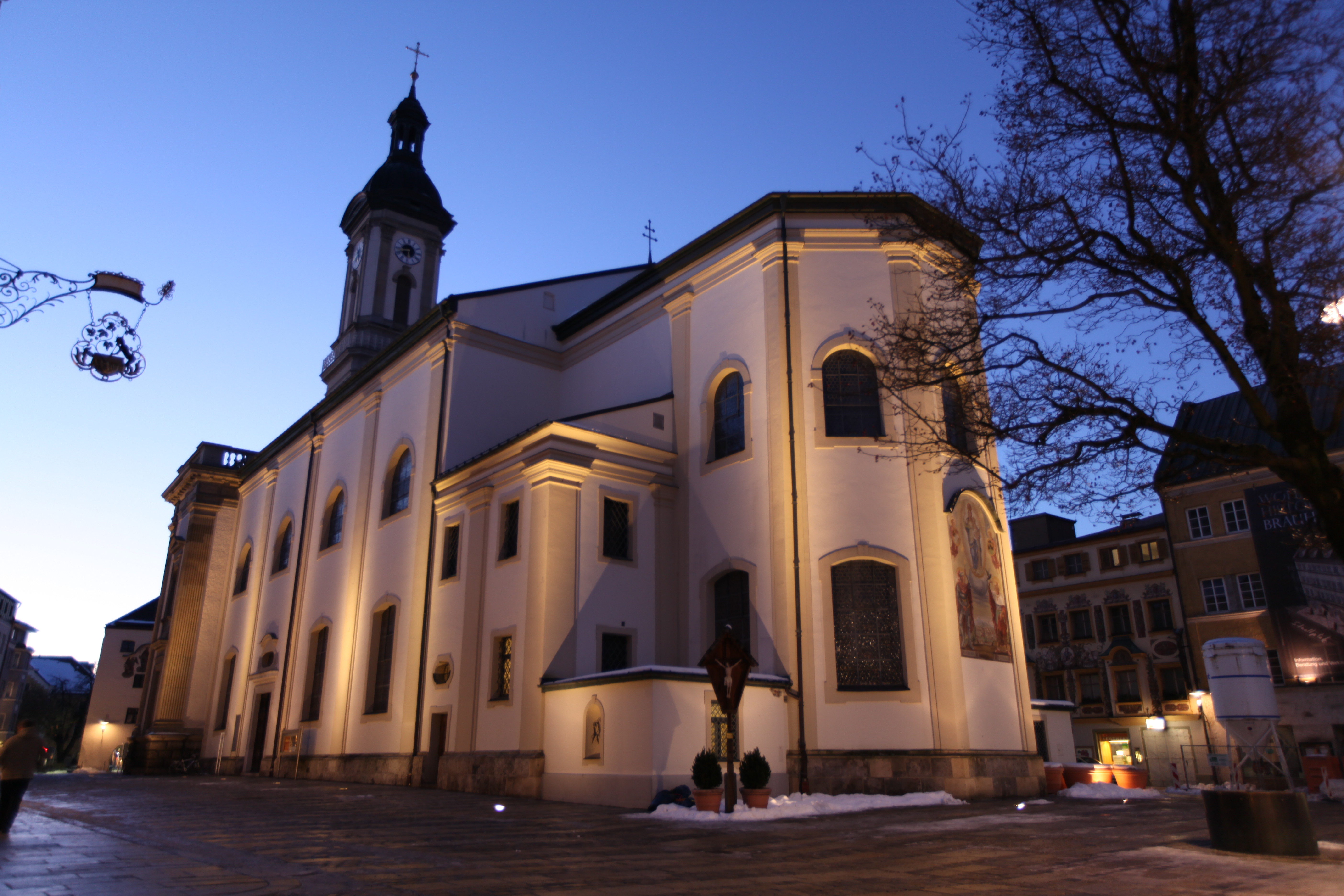
Katholische Pfarrkirche St. Oswald aus dem 12. Jh.

Traunstein ist aufgrund seiner geographischen Lage in Südostbayern traditionell römisch-katholisch geprägt und weist daher vor allem Gotteshäuser dieser Glaubensgemeinschaft auf. Die Geschichte der heutigen Traunsteiner Kirchengebäude reicht bis in das 12. Jahrhundert zurück und ist jeher ein wichtiger Teil des Stadtbildes gewesen. Der Pfarrverbund katholische Stadtkirche Traunstein umfasst vier Pfarreien mit den Pfarrkirchen:
- St. Oswald am Traunsteiner Stadtplatz ist die Primizkirche des ehem. Papst Benedikt XVI und ein Wahrzeichen Traunsteins.
- Mariä Verkündigung im Stadtteil Haslach aus dem 14. Jahrhundert ist die zweite von vier Pfarrkirchen in Traunstein.
- Heilig Kreuz von 1954 ist die jüngste aller Kirchen in Traunstein und diente nach dem Krieg der Unterstützung Vertriebener.
- St. Johannes der Täufer im Stadtteil Kammer gehörte ehemals zur im Rupertiwinkel liegenden Pfarrei Otting. Sie stammt aus dem Jahre 1452 und hat bis heute eine weitestgehend original erhaltene Bausubstanz.[35]

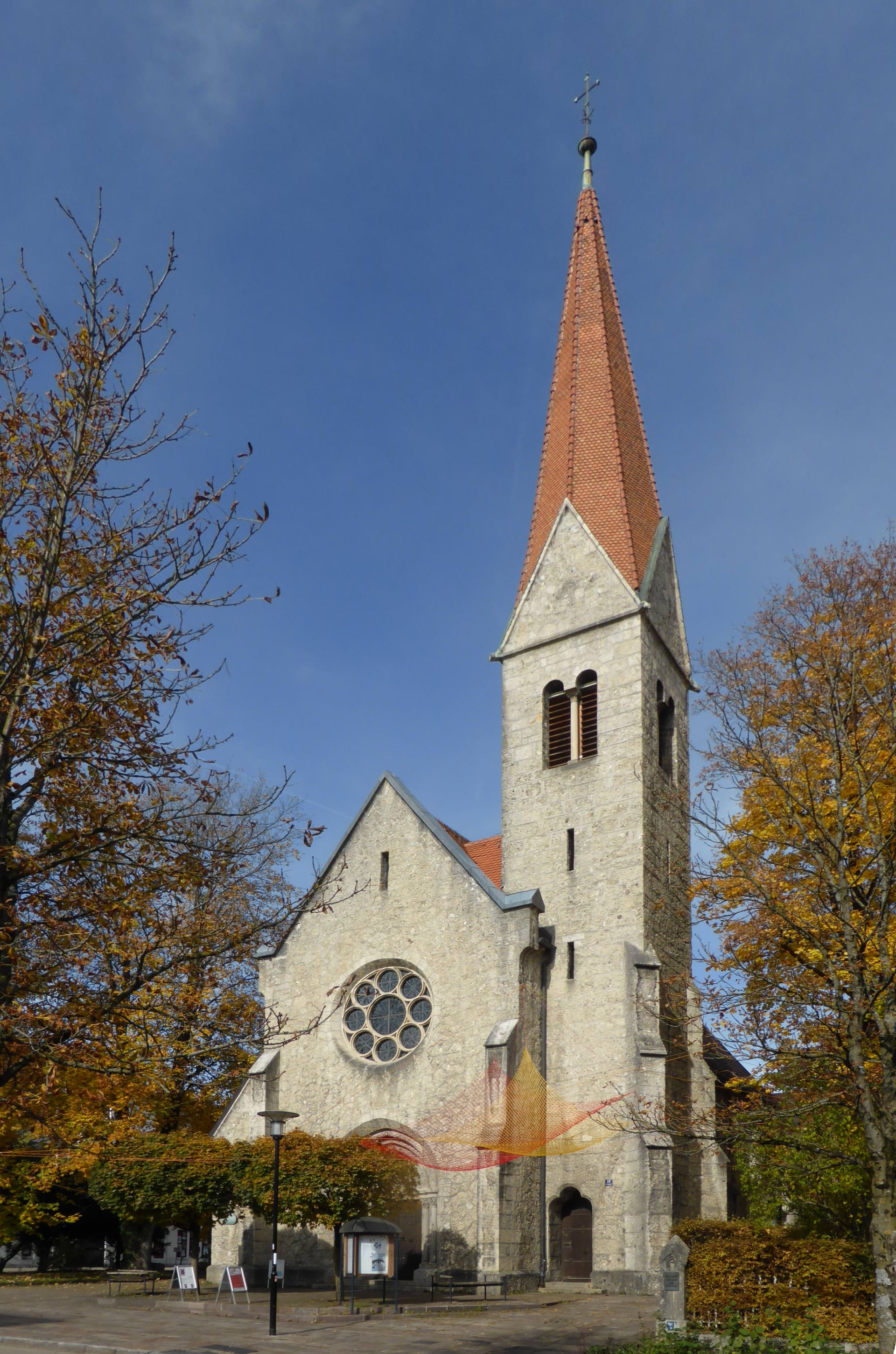
Evangelische Auferstehungskirche von 1899.

Zusätzlich befinden sich in Traunstein weitere katholische Kirchen die nicht Teil der Stadtkirche sind aber zu unterschiedlichen Anlässen genutzt werden:
- Die Salinenkapelle (Aukirche) wird in den Sommermonaten regelmäßig für Gottesdienste, Hochzeiten und Andachten benutzt.
- In St. Georg und Katharina im Stadtpark findet neben röm.-kath. Gottesdiensten, Andachten und Vespern regelmäßig ein Gottesdienst der griechisch-katholischen Gemeinde statt. Während der Sommermonate steht das Portal der ehem. Friedhofskirche (bis 1908) jeden Samstagnachmittag offen.
- Das „Ettendorfer Kircherl“ steht auf einem kleinen Hügel nordöstlich der Stadt über dem Trauntal; es liegt als Filialkirche der Pfarrei St. Oswald Traunstein auf dem Gebiet der Gemeinde Surberg. Viele Jahrhunderte war Ettendorf bekannter Wallfahrtsort. Traditionell ist die Kirche am Ostermontag Zielort des „Traunsteiner Georgiritts“ (s. u.). In den Sommermonaten finden im Kirchlein von Zeit zu Zeit auch Gottesdienste statt, als Hochzeitskirche ist es sehr gefragt; der Verein Orgelfreunde St. Oswald Traunstein e. V. veranstaltet dort die Konzertreihe „Musik im Kircherl“.
- Auf der Anhöhe östlich der Stadt und der ehem. Salinengemeinde Au erhebt sich neben dem Institut der Englischen Fräulein Sparz – die Schule wurde vom Orden mittlerweile in kirchliche Trägerschaft übergeben – die Kirche „St. Josef“ Sparz, das sogenannte Sparzer Kircherl.
- Die Klosterkirche des ehemaligen Kapuzinerklosters Traunstein, seit einigen Jahrzehnten im Eigentum der Stadt, dient in der Trägerschaft der Kulturfördergemeinschaft ARTS als „Kunstraum Klosterkirche“ für Konzerte und Kunstausstellungen. Die Klosterkirche wird derzeit bis voraussichtlich 2019 für ca. 10,8 Millionen € von der Stadt Traunstein saniert und danach als Veranstaltungsgebäude genutzt.

Neben den katholischen Kirchen gibt es in Traunstein auch eine evangelisch-lutherische Gemeinde. Diese setzt sich aus den evangelischen Kirchen in Chieming und Waging sowie der neugotischen Auferstehungskirche in Traunstein zusammen. Seit 2012 existiert auch eine Freie evangelische Gemeinde.
Daneben haben auch andere Religionsgemeinschaften einen Sitz in Traunstein, so die Zeugen Jehovas und die Neuapostolische Kirche.
2011 waren 61,3 % der Bevölkerung römisch-katholisch und 13,7 % evangelisch.

### Georgiritt

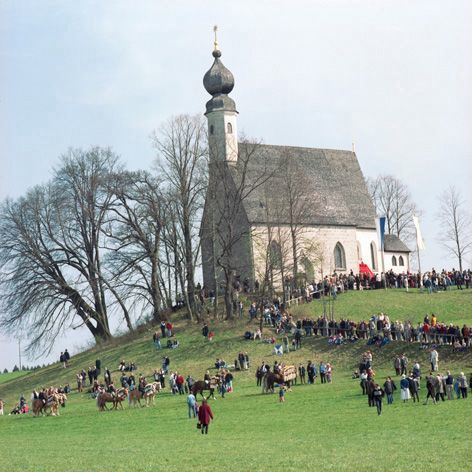
Das Ettendorfer Kircherl während des Georgiritts.

Der Georgiritt in Traunstein, mit über 500 Pferden eine der größten Pferdewallfahrten in Bayern, findet ununterbrochen seit 1892 alljährlich am Ostermontag statt. Historische Belege gehen zurück bis in das Jahr 1762. Ein wichtiger Zielort ist dabei das Ettendorfer Kircherl auf einem Hügel im Nordosten der Stadt. Der Traunsteiner Georgiritt, welcher der Ehrung des Heiligen Georg dient, gilt seit 2016 als UNESCO-Kulturerbe.

### Sport
Die am 9. Dezember 1869 gegründete Sektion Traunstein des Deutschen Alpenvereins ist mit 8.773 Mitgliedern (Stand: 31. Dezember 2024) der größte Sportverein in Traunstein. Sie besitzt zwei Hütten (die Neue Traunsteiner Hütte auf der Reiteralpe und die Traunsteiner Skihütte auf der Winklmoos-Alm) und betreibt ein DAV-Kletterzentrum.
Der SB Chiemgau Traunstein, beheimatet im Stadtteil Empfing, ist einer der größten und mit seiner Fußball- und Handballabteilung einer der erfolgreichsten Sportvereine in der Region. Er entstand aus den beiden Traditionsvereinen 1. FC Traunstein und ESV Traunstein.
In Traunstein gibt es ebenso ein Freibad, welches über ein 50 m Wettkampfbecken verfügt.

## Wirtschaft und Infrastruktur

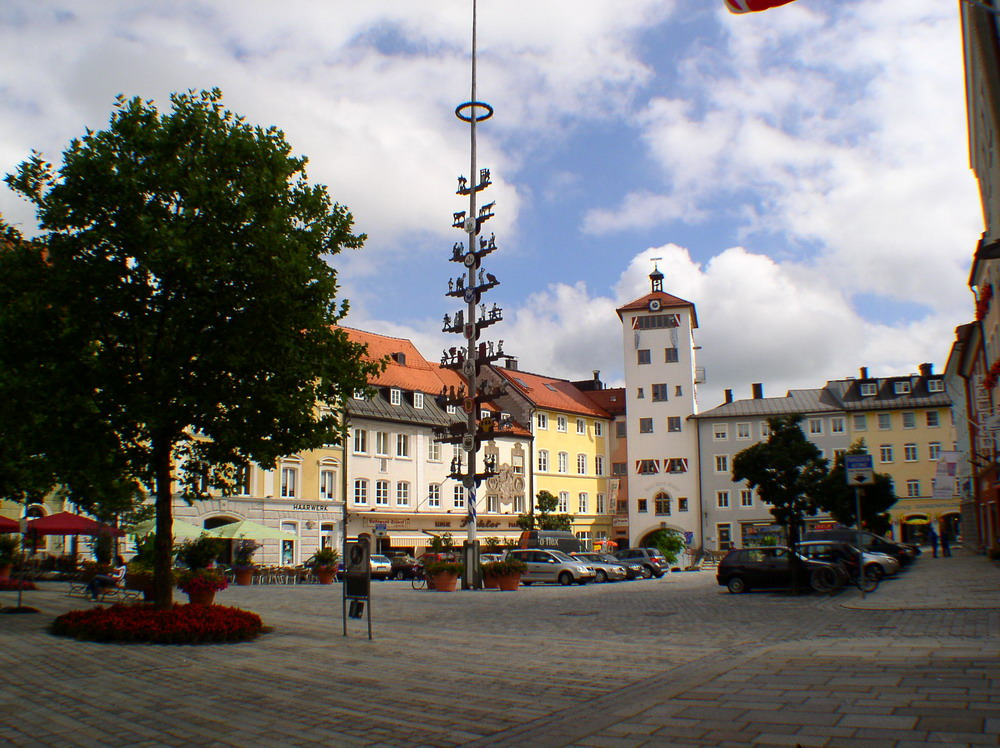
Der Stadtplatz Traunstein mit Jacklturm.

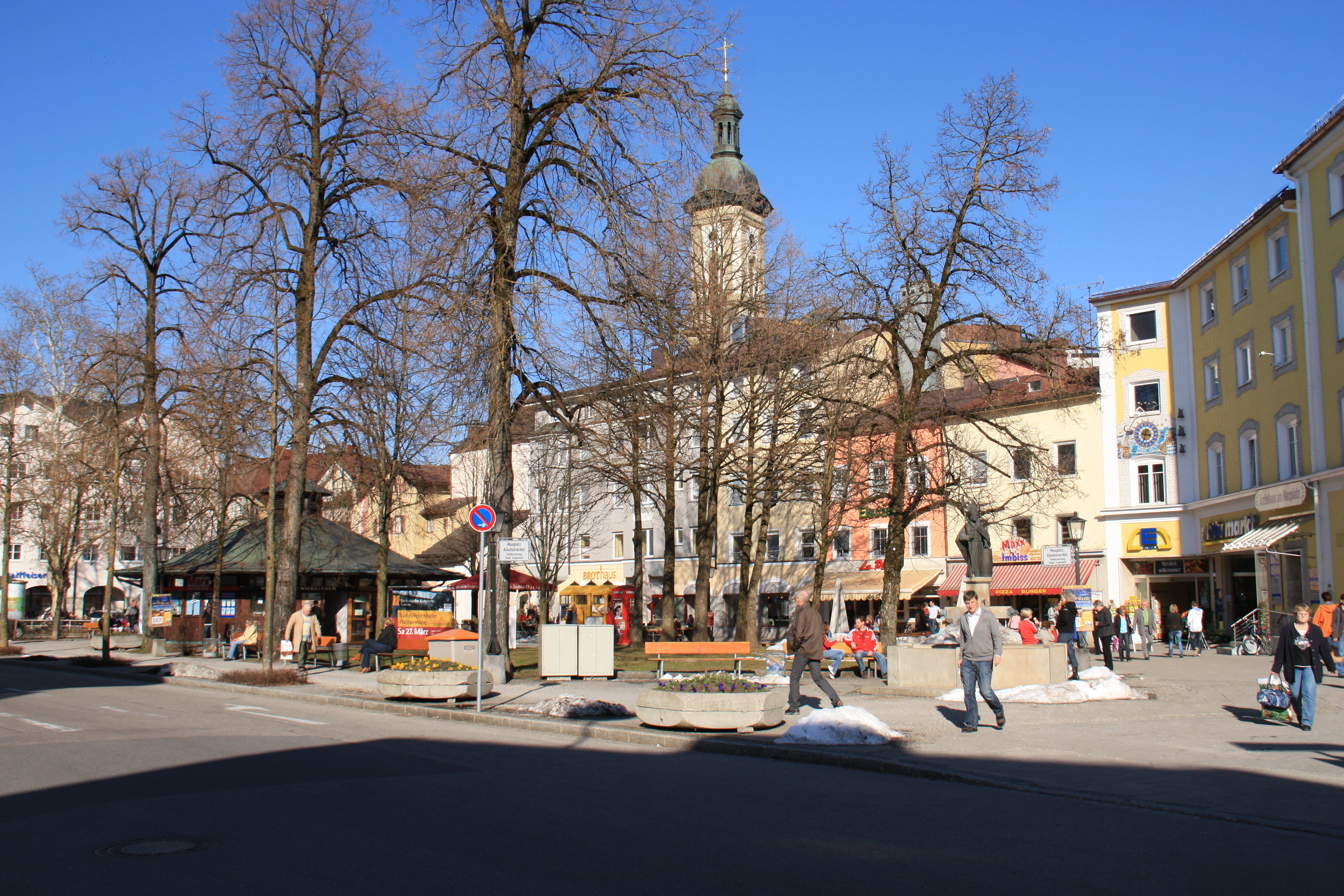
Der Maxplatz in Traunstein.

### Finanzen
| Stadt Traunstein        | 2023         |
| ----------------------- | ------------ |
| Verwaltungshaushalt     | 69,3 Mio. €  |
| Vermögenshaushalt       | 27,7 Mio. €  |
| Gemeindesteuereinnahmen | 38,9 Mio. €  |
| Steuereinnahmekraft     | 29,0 Mio. €  |
| Bruttoausgaben          | 97,0 Mio. €  |
| Verschuldung            | 14,87 Mio. € |
| Finanzkraft             | 14,9 Mio. €  |

### Arbeitsmarkt
Laut dem Landkreis-Ranking 2019 des Wirtschaftsmagazins „Focus-Money“ belegte der Kreis Traunstein Platz 10 unter allen Landkreisen, Kommunalverbänden und kreisfreien Städten in Deutschland. Traunstein bildet dabei mit 14.534 Arbeitsplätzen im Jahr 2018 den größten Wirtschaftsstandort des Landkreises. 2017 erwirtschafteten 10.878 lohn- und einkommensteuerpflichtige Personen in Traunstein etwa 492 Mio. € an Einkünften. Daraus ergab sich 2017 ein durchschnittliches Jahreseinkommen bei Lohn- und Einkommensteuerpflichtigen von ca. 45.233 €.

### Wirtschaft
Die Wirtschaft in Traunstein ist geprägt von Einzelhändlern und größeren Gewerbe- und Industriegebieten im Süden und Norden.

#### Einzelhandel
Traunstein hat traditionell einen Ruf als Einkaufsstadt. Neben zahlreichen Boutiquen und traditionsreichen kleineren Geschäften im Stadtkern existiert das Gewerbegebiet Haslach, wo sich hauptsächlich überregionale Handelsketten angesiedelt haben. Auf dem Gelände der abgerissenen Prinz-Eugen-Kaserne liegt der Gewerbepark Kaserne. 2022 gab es in Traunstein ca. 2700 angemeldete Gewerbebetriebe.
Im Jahr 2018 lagen die Einzelhandelsumsätze bei 338,33 Mio. €, die einzelhandelsrelevante Kaufkraft bei 156,47 Mio. €. Die Kaufkraft lag bei 7.680 € je Einwohner und der Kaufkraftindex bei 108,4 %.

#### Ansässige Unternehmen
Bedeutende Traunsteiner Unternehmen sind:
- die Kliniken Südostbayern AG mit 3300 Mitarbeitern, davon 2000 in Traunstein.
- die Pohlig GmbH auf dem Feld der Orthopädietechnik mit rund 300 Mitarbeitern im Stammsitz Traunstein.
- die J.N. Kreiller KG als Großhändler und Hersteller von Baustoffen mit 300 Mitarbeitern.
- die Spedition Eberl GmbH & Co. KG mit 270 Mitarbeitern.
- die Bäckerei Kotter GmbH mit 23 Filialen und 250 Mitarbeitern.
- die Haumann + Fuchs Ingenieure AG mit 125 Mitarbeitern.
- die Osenstätter Kraftfahrzeuge GmbH mit 3 Autohäusern und 170 Mitarbeitern.
- die Gesellschaft für Wolfram Industrie GmbH, mit 120 Mitarbeitern als Hersteller für Hochleistungsmaterialien aus Wolfram und Molybdän.
- die Leimer KG als deutscher Marktführer für Paniermehl mit über 90 Mitarbeitern.
- die Stadtwerke Traunstein GmbH & Co. KG mit 70 Mitarbeitern.
- das Gesundheitszentrum Chiemgau mit 66 Mitarbeitern.
- die Tradler-Baumaschinen GmbH als Händler für Baumaschinen mit ca. 60 Mitarbeitern.
- die Murschhauser GmbH als Großhändler für Farben und Lacke mit 60 Mitarbeitern.

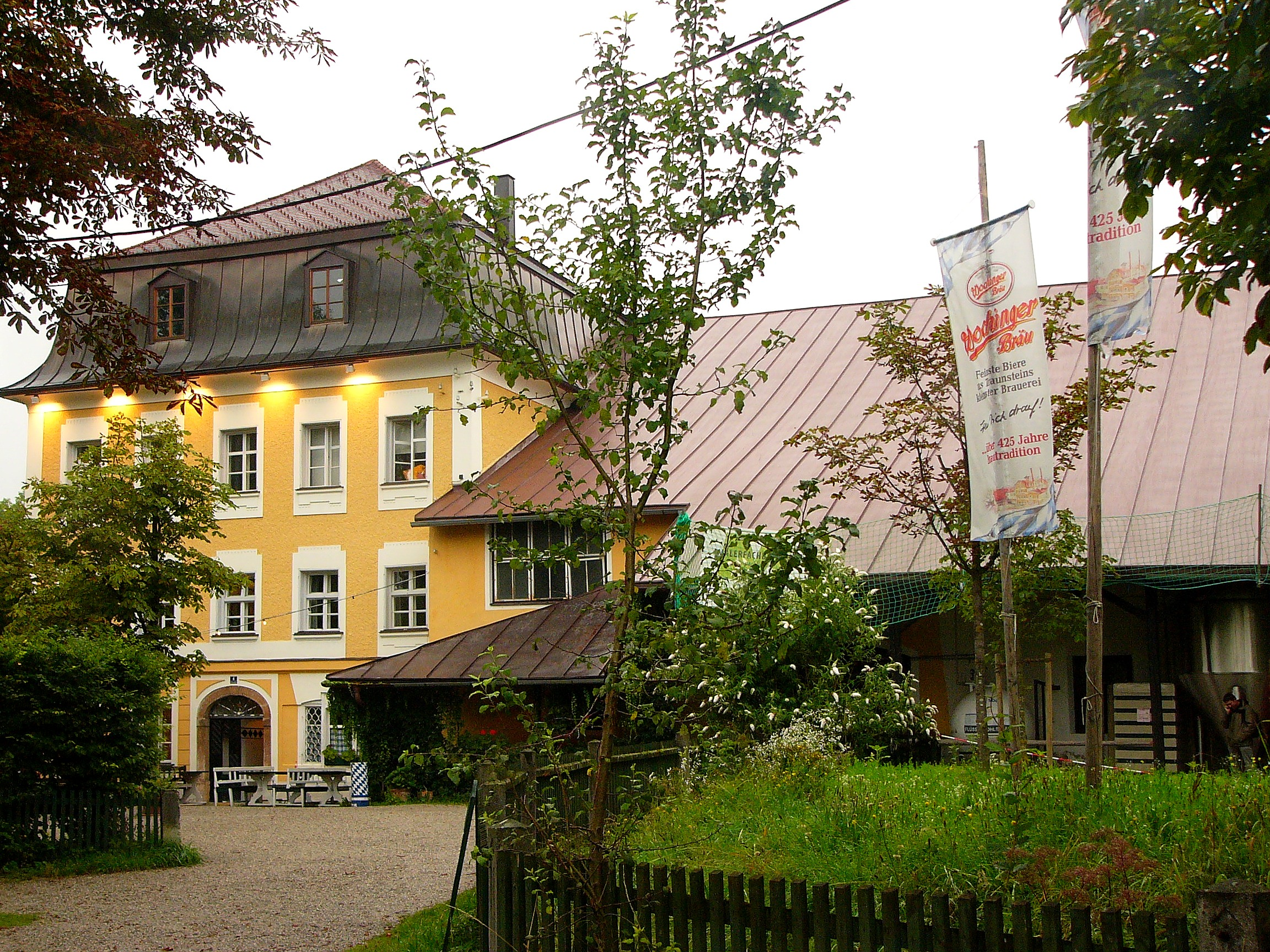
Gebäude des Wochinger-Bräu von 1901.

#### Brauereien

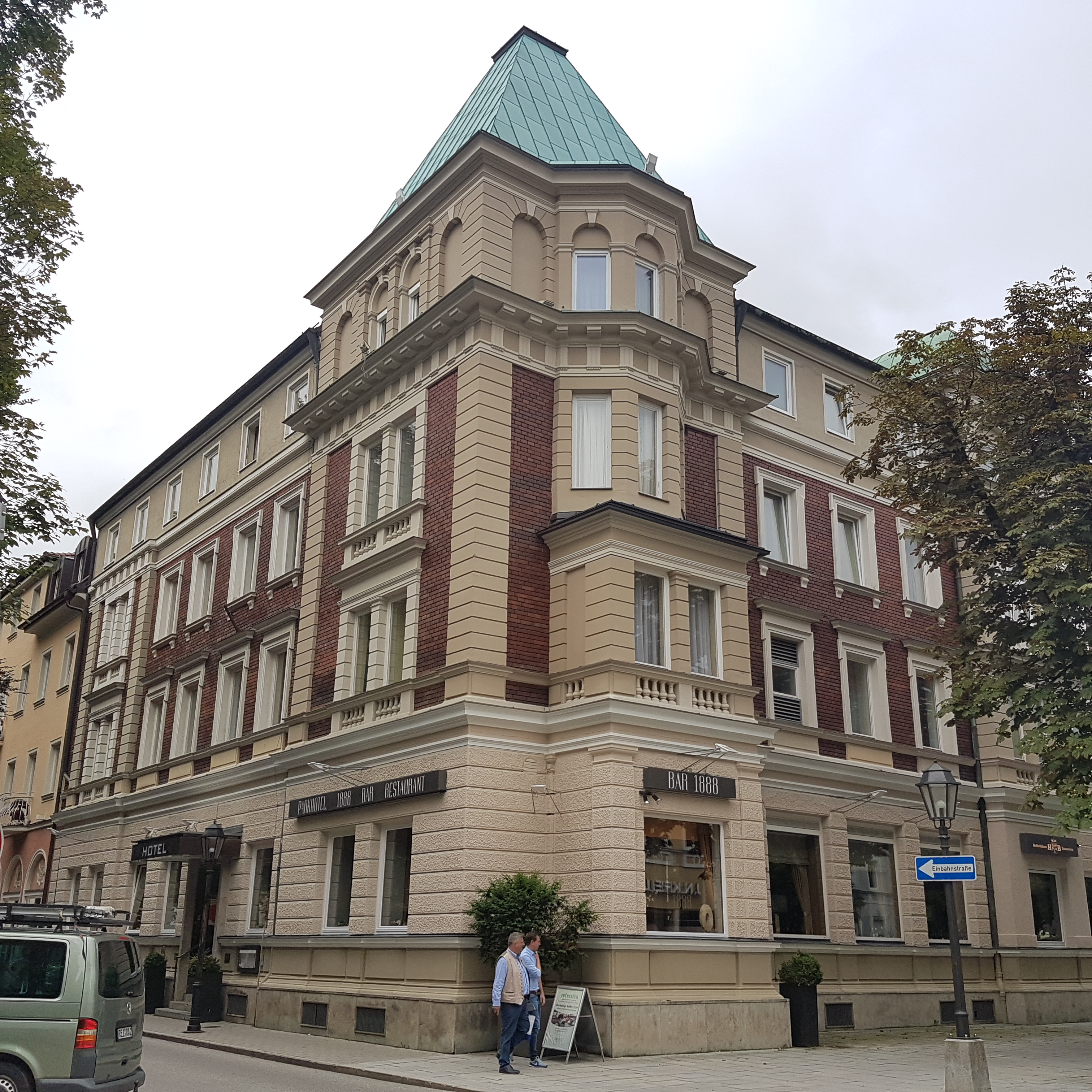
Das 1888 erbaute Parkhotel Traunstein.

Das Brauwesen ist kulturell tief mit der Geschichte Traunsteins verankert und auch heute noch ein wichtiger wirtschaftlicher Bestandteil. Die Stadt gibt sich selbst den inoffiziellen Namen „Bierstadt Traunstein“. Grund dafür ist die hohe Brauereidichte, die Traunstein seit Jahrhunderten geprägt hat. So gab es einst sogar neun Brauereien in der Stadt, von denen sich drei bis heute hielten. Das Hofbräuhaus Traunstein von 1612 ist mit einem Ausstoß von rund 100.000 hl Bier und Limonade die größte und bekannteste Brauerei Traunsteins. Weitere Betriebe sind die älteste Brauerei Schnitzlbaumer von 1575 und die kleinste Brauerei, das Wochinger-Bräu von 1587 mit 8.000 hl Jahresausstoß. Die Betriebe Kiesel und Weißbräu haben ihre Produktion eingestellt.

#### Tourismus
Im Jahr 2018 verzeichnete die Stadt mit 404 Gästebetten in 35 Beherbergungsbetrieben insgesamt 42.045 Übernachtungen und 21.895 Gästeankünfte.
Das größte Hotel der Stadt ist das 1888 erbaute Deva Parkhotel Traunstein mit 56 Zimmern und Suiten im gehobenen, klassischen Stil. Weitere bekannte Unterkünfte sind der Rosenheimer Hof und der Sailer Keller.

#### Medien
Die Traunsteiner Lokalzeitung heißt Traunsteiner Tagblatt (früher: Traunsteiner Wochenblatt). Außerdem befand sich in Traunstein Radio Chiemgau, das von dort aus in den ganzen Chiemgau sendete, es wurde zum 1. Januar 2009 mit Untersberg live zum Radiosender Bayernwelle SüdOst mit Sitz in Freilassing fusioniert, der heute die Landkreise Berchtesgadener Land und Traunstein einschließlich angrenzender Gebiete abdeckt.

### Infrastruktur
Traunstein verfügt über eine sehr verzweigte Infrastruktur. Es gibt zahlreiche Schulen und eine sehr gute Verkehrsanbindung durch die Autobahn A8 und dem Traunsteiner Bahnhof.

#### Bildungseinrichtungen
In der Stadt gab es 2020 insgesamt 28 Schulen mit insgesamt knapp 10.000 Schülern. Damit ist Traunstein ein wichtiges Bildungszentrum in Südostbayern. Geplant ist außerdem der Bau des Campus Chiemgau, einer Hochschule der TH Rosenheim und der Handwerkskammer München auf einem Grundstück direkt am Bahnhof Traunstein. Hier sollen ab 2022 Studiengänge mit Schwerpunkt Maschinenbau und Digitalisierung angeboten werden.
- Kindergärten: Städtischer Kindergarten; St. Oswald-Kindergarten (katholisch); Hl.-Kreuz-Kindergarten (katholisch); Kindergarten St. Josef (im Kinderheim); Pfarrkindergarten Haslach; Waldkindergarten
- Grund- und Hauptschulen: Franz-von-Kohlbrenner-Mittelschule; Ludwig-Thoma-Grundschule; Grundschule Haslach
- Sonderpädagogisches Förderzentrum in den Bereichen Lernen, Sprache und sozial-emotionale Entwicklung
- Realschulen:
  - Maria-Ward-Mädchenrealschule Sparz (katholisch, Trägerschaft: Erzbistum München und Freising, früherer Schulträger: Englische Fräulein)
  - Reiffenstuel-Realschule;
  - Private Wirtschaftsschule Dr. Kalscheuer
- Gymnasien: Annette-Kolb-Gymnasium, Chiemgau-Gymnasium
- Staatliche Fachoberschule und Berufsoberschule
- Kaufmännische, gewerbliche und hauswirtschaftliche Berufsschulen
- Volkshochschule mit umfangreichem Programm
- Montessori-Schule
- Städtische Bibliothek
- Städtische Musikschule
- Handwerkskammer für München und Oberbayern – Bildungszentrum Traunstein
- Katholisches Studienseminar St. Michael – Internat des Erzbistums München und Freising

#### Polizei
Die Stadt Traunstein verfügte früher über eine Stadtpolizei, die 1971 verstaatlicht wurde.
1937 wurde in Traunstein eine Bereitschaft der motorisierten Gendarmerie stationiert. Sie erhielt 1938 eine Kaserne an der Eugen-Rosner-Straße. Das Areal wird heute von der bayerischen Landespolizei genutzt.

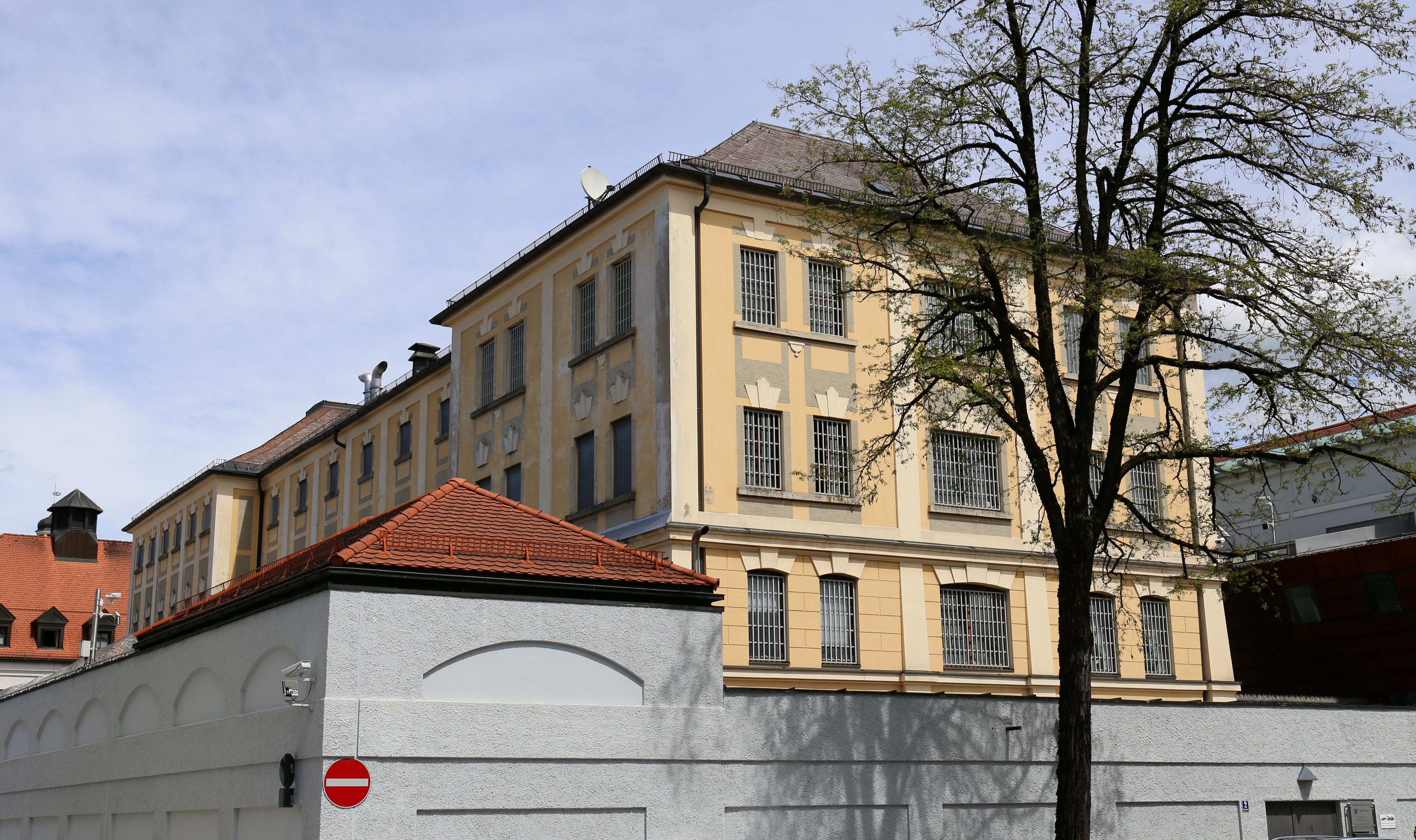
Die Justizvollzugsanstalt Traunstein

#### Justiz
Traunstein ist Sitz eines Amtsgerichts und eines Landgerichts.
Das Amtsgericht Traunstein verfügt neben dem Straf- und Zivilgericht über ein Registergericht, ein Nachlassgericht, ein Familiengericht, ein Vollstreckungsgericht sowie ein Vormundschaftsgericht.
Das Landgericht Traunstein ist zuständig für die Landkreise Traunstein, Rosenheim, Berchtesgadener Land, Altötting und Mühldorf am Inn sowie die Kreisfreie Stadt Rosenheim. Ihm unterstehen die Amtsgerichte in Altötting, Laufen, Mühldorf am Inn, Rosenheim und Traunstein.
Traunstein ist außerdem Sitz der Justizvollzugsanstalt Traunstein mit ca. 140 Insassen und 38 Beamten im Vollzugsdienst (Stand 2015). Die JVA Traunstein existiert bereits seit 1858 und wurde im Laufe ihrer Geschichte stetig erweitert und modernisiert. Die Anstalt ist für Untersuchungshaften und Strafhaften bis 12 Monate aus den Amtsgerichtsbezirken Traunstein, Rosenheim, Mühldorf, Altötting und Laufen zuständig.

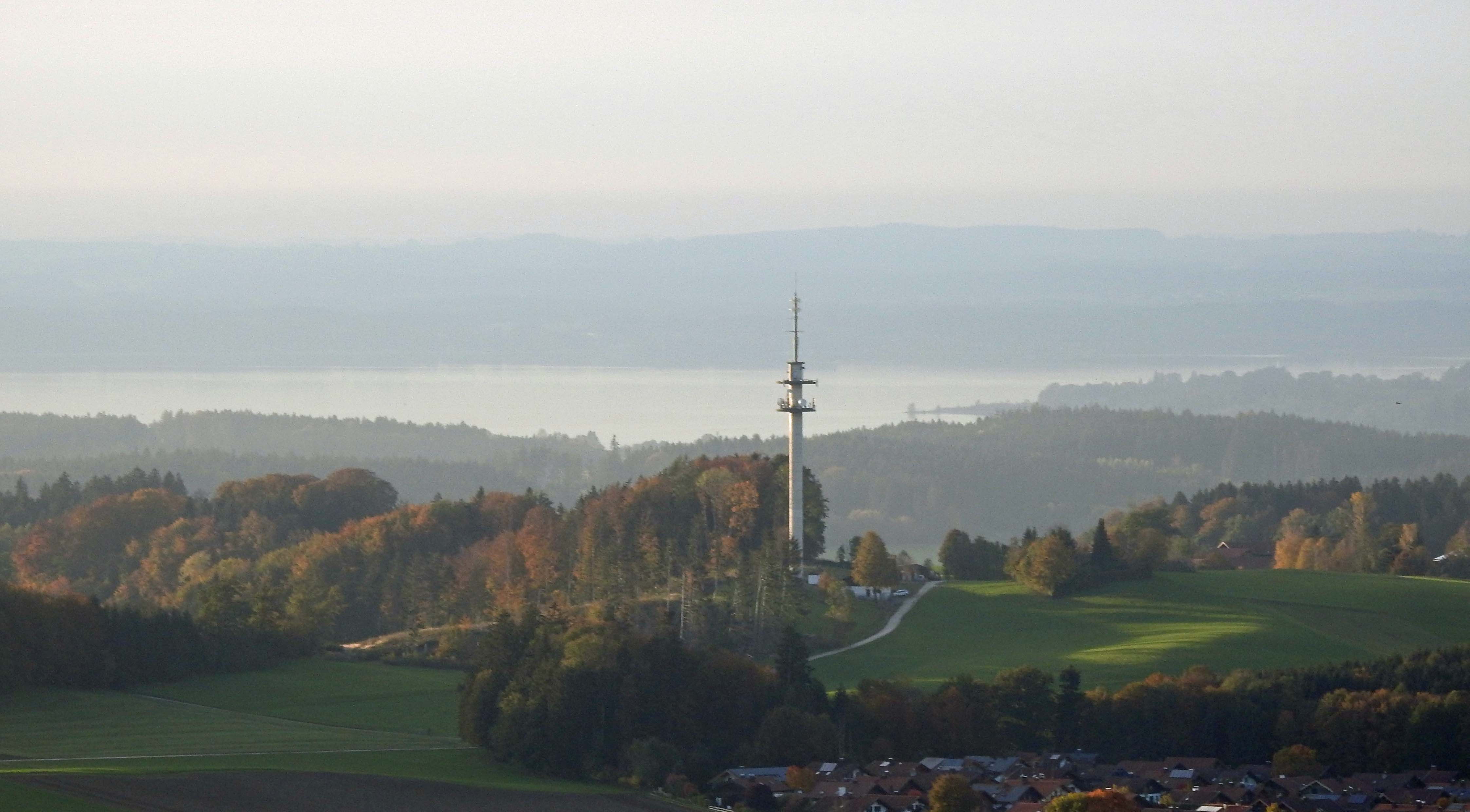
Fernmeldeturm Traunstein-Einham mit dem Chiemsee im Hintergrund

#### Energieversorgung
Die städtische Energieversorgung wird von den Stadtwerke Traunstein GmbH & Co. KG betrieben. Die Stadtwerke haben in Traunstein ein Strom-, Erdgas- und zwei Fernwärmenetze.

#### Wasserversorgung
Das Wasserwerk von Traunstein ist bei den örtlichen Stadtwerken angesiedelt.

#### Fernmeldeturm Traunstein
Der Fernmeldeturm Traunstein (47° 51′ 32″ N, 12° 36′ 44″ O) beim Stadtteil Einham ist ein 35 Meter hoher Stahlbetonturm der Deutschen Telekom AG in Fertigbetonbauweise, der neben dem Richtfunk und dem Mobilfunk auch zur Verbreitung der folgenden Radioprogramme im UKW-Bereich dient:
| Programm               | Frequenz  | Sendeleistung (ERP) | RDS PS   |
| ---------------------- | --------- | ------------------- | -------- |
| Deutschlandfunk Kultur | 88,3 MHz  | 0,1 kW              | DKULTUR  |
| Bayernwelle SüdOst     | 99,4 MHz  | 0,3 kW              | BAYWELLE |
| Antenne Bayern         | 103,7 MHz | 5 kW                | ANTENNE  |

#### Verkehr
Traunstein ist ein Verkehrsknotenpunkt im östlichen Oberbayern.

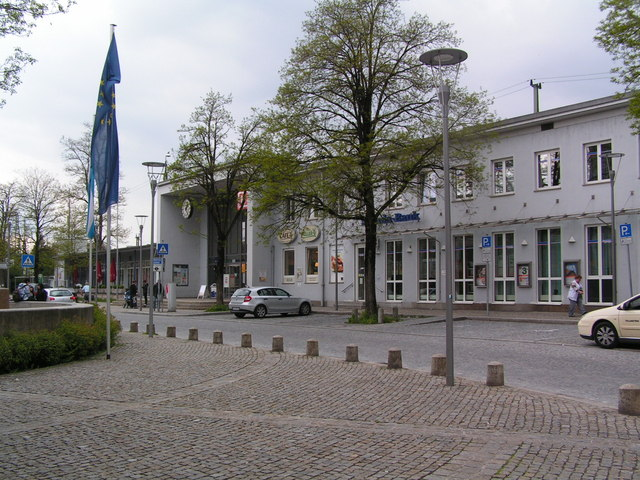
Der Bahnhof Traunstein, Neubau von 1953.

Südlich von Traunstein besteht Anschluss an die Bundesautobahn 8 (E 52) von München nach Salzburg. In Traunstein zweigt die Bundesstraße 306 nach Inzell von der Bundesstraße 304 (Dachau-Freilassing) ab. Weitere überregionale Verbindungen führen unter anderem an den Chiemsee und den Waginger See.
Seit dem 7. Dezember 2012 ist mit der symbolischen Verkehrsfreigabe des „Ettendorfer Tunnels“ die sogenannte Nordostumgehung eingeweiht worden, wodurch die B304 nun an Traunstein vorbeiführt und nicht mehr durch die Innenstadt verläuft. Die neue, rund 4,5 Kilometer lange Nordostumgehung verbindet die Kreuzung der beiden Bundesstraßen B304/B306 direkt mit dem Stadtnorden.

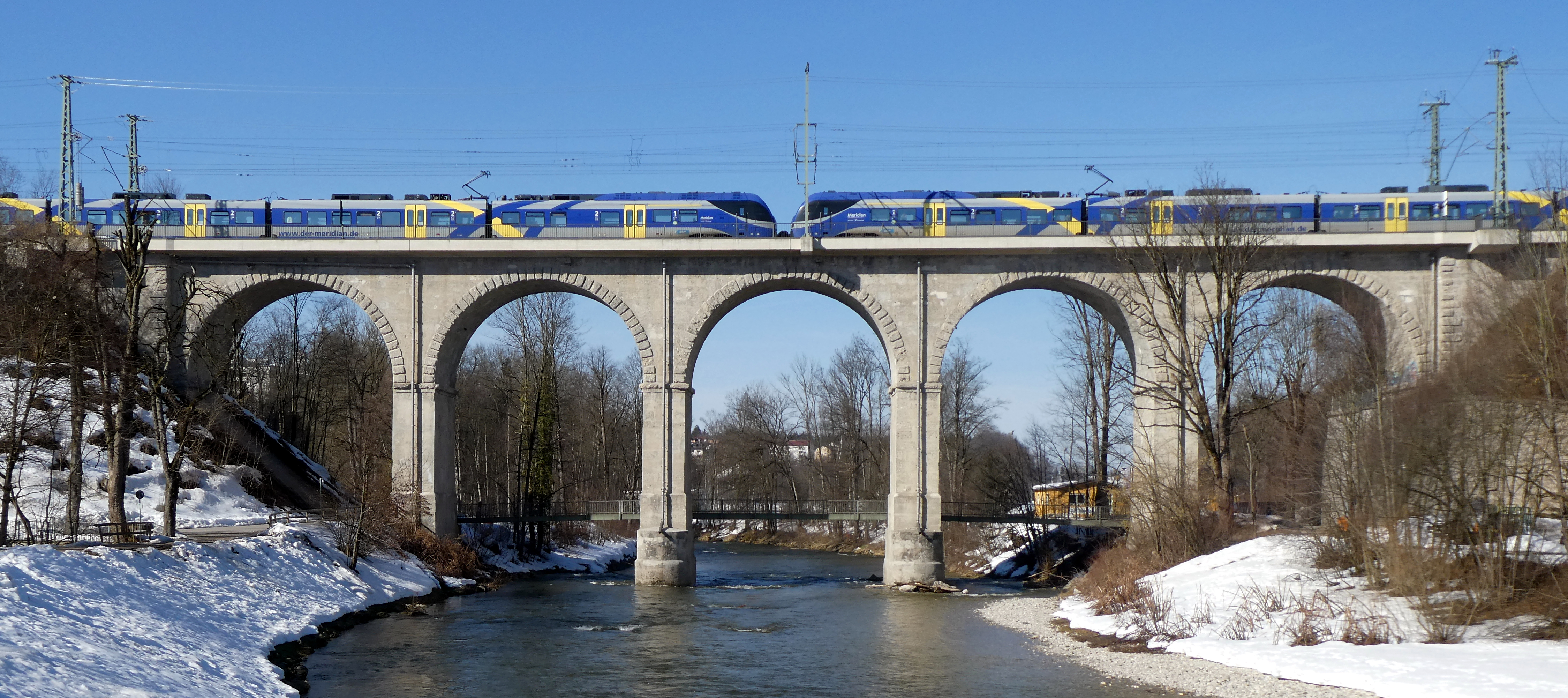
Ein Zug auf dem Traunsteiner Viadukt der Zugverbindung nach Salzburg.

Der Bahnhof Traunstein liegt an der Bahnstrecke Rosenheim–Salzburg und ist als Haltestelle von InterCity- bzw. EuroCity-Zügen mit München verbunden. Eine Anbindung Traunsteins an die S-Bahn Salzburg wird in Betracht gezogen.
Zudem beginnen hier die Nebenstrecken nach Waging, Mühldorf am Inn (die Traun-Alz-Bahn) und Ruhpolding. Weitere Bahnstationen im Stadtgebiet sind der Haltepunkt Traunstein-Klinikum an der Traun-Alz-Bahn und der Haltepunkt Seiboldsdorf an der Strecke Traunstein–Ruhpolding.
Traunstein liegt am Bodensee-Königssee-Radweg, welcher in Lindau beginnt und zum Königssee bei Berchtesgaden führt.
Internationale Flughäfen befinden sich in München (Flughafen Franz Josef Strauß, MUC, Entfernung circa 120 km) oder Salzburg (Salzburg Airport W. A. Mozart, SZG, Entfernung circa 35 km). 21 km nördlich von Traunstein und 2 km nordöstlich von Kienberg befindet sich der Flugplatz Schönberg der Fliegergruppe Traunstein e. V. Er ist als Sonderlandeplatz eingestuft und wird überwiegend für den Luftsport mit Motorflugzeugen, Segelflugzeugen und Ultraleicht-Flugzeugen genutzt.

#### Gesundheit

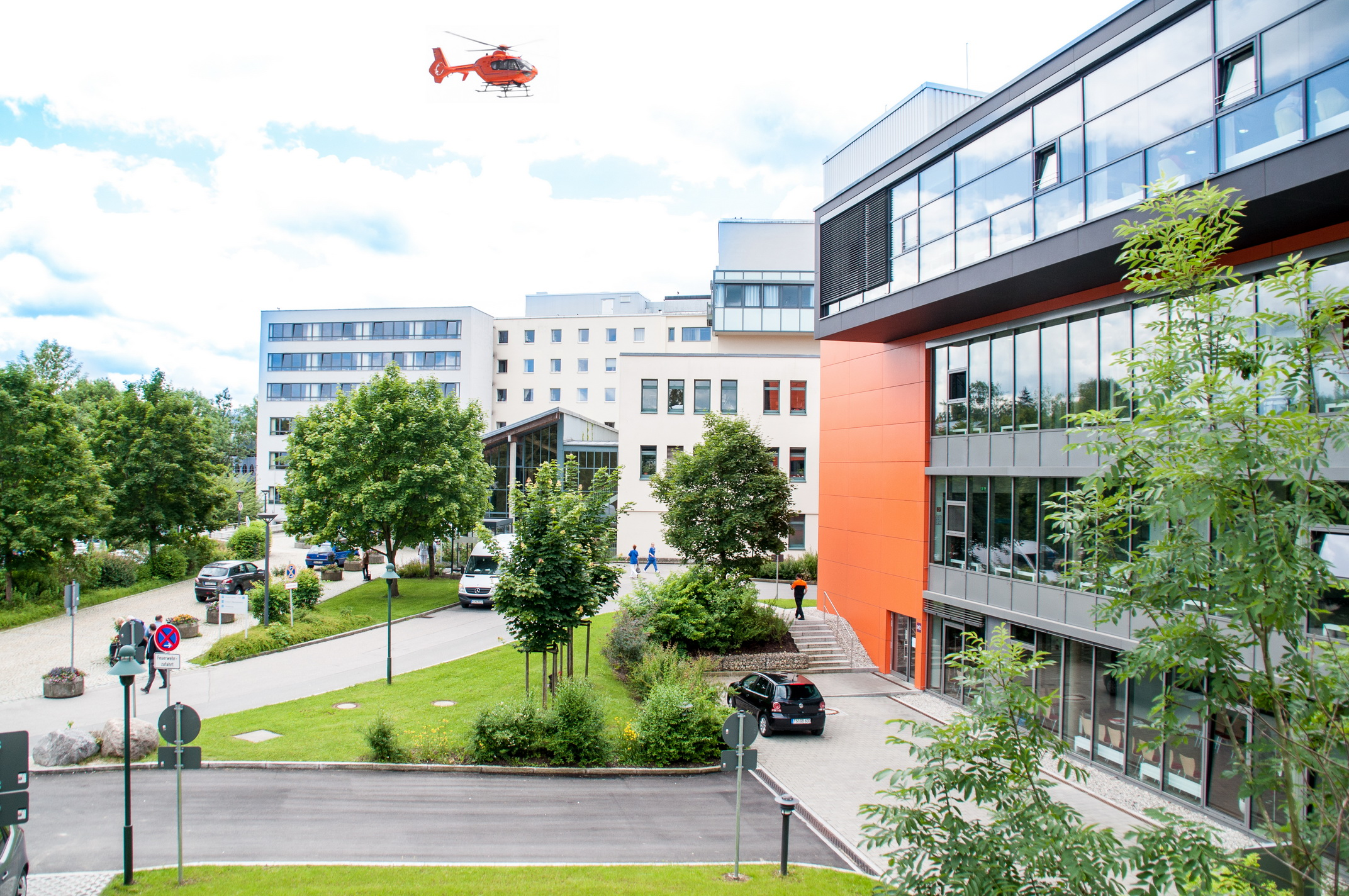
Das Klinikum Traunstein.

Traunstein ist Sitz des kommunalen Klinikverbundes Kliniken Südostbayern und dessen zentralen Klinikums Traunstein, das mit über 2000 Mitarbeitern und 500 Betten der größte Arbeitgeber der Stadt ist.

## Persönlichkeiten

### Weitere Persönlichkeiten

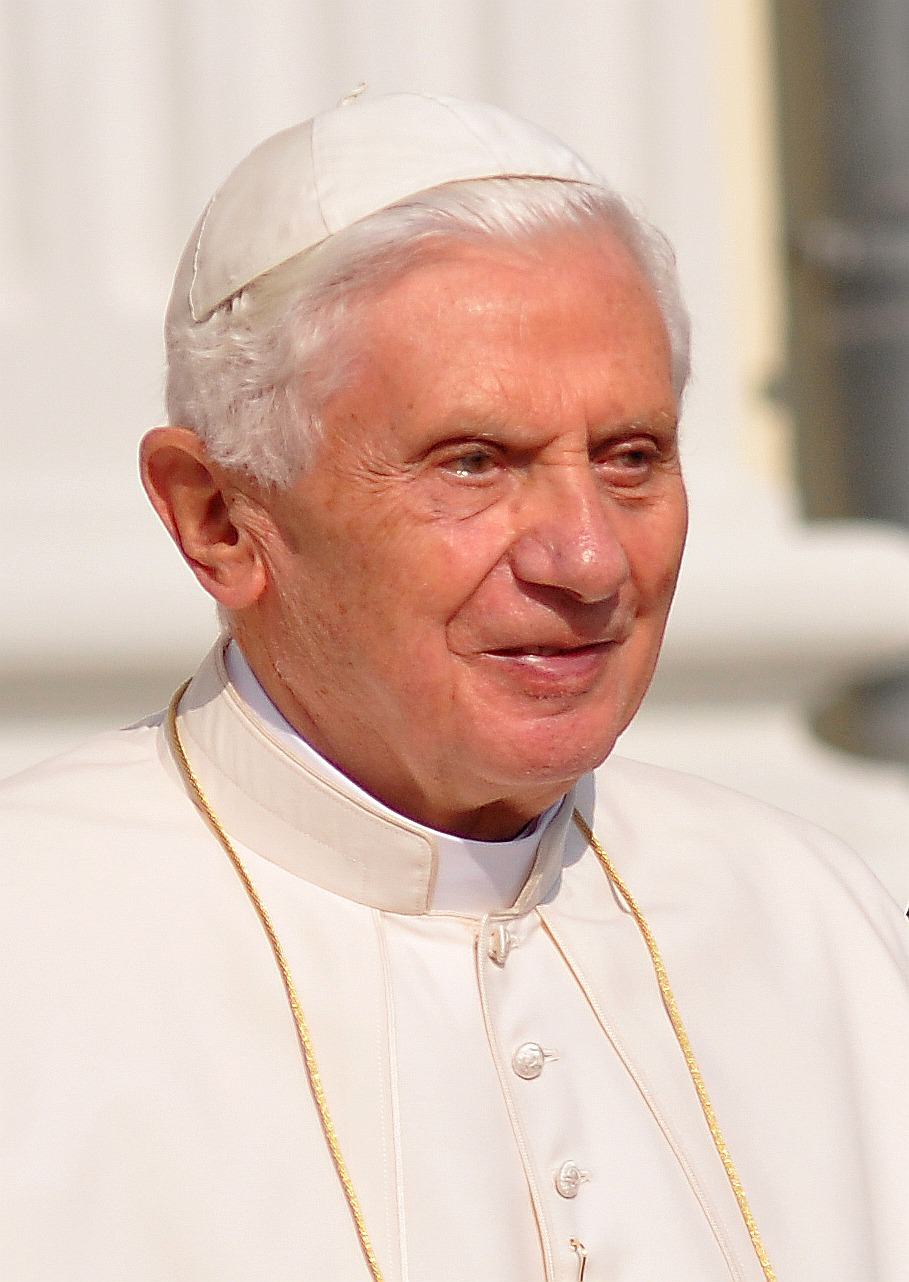
Josef Ratzinger, Papst Benedikt XVI.
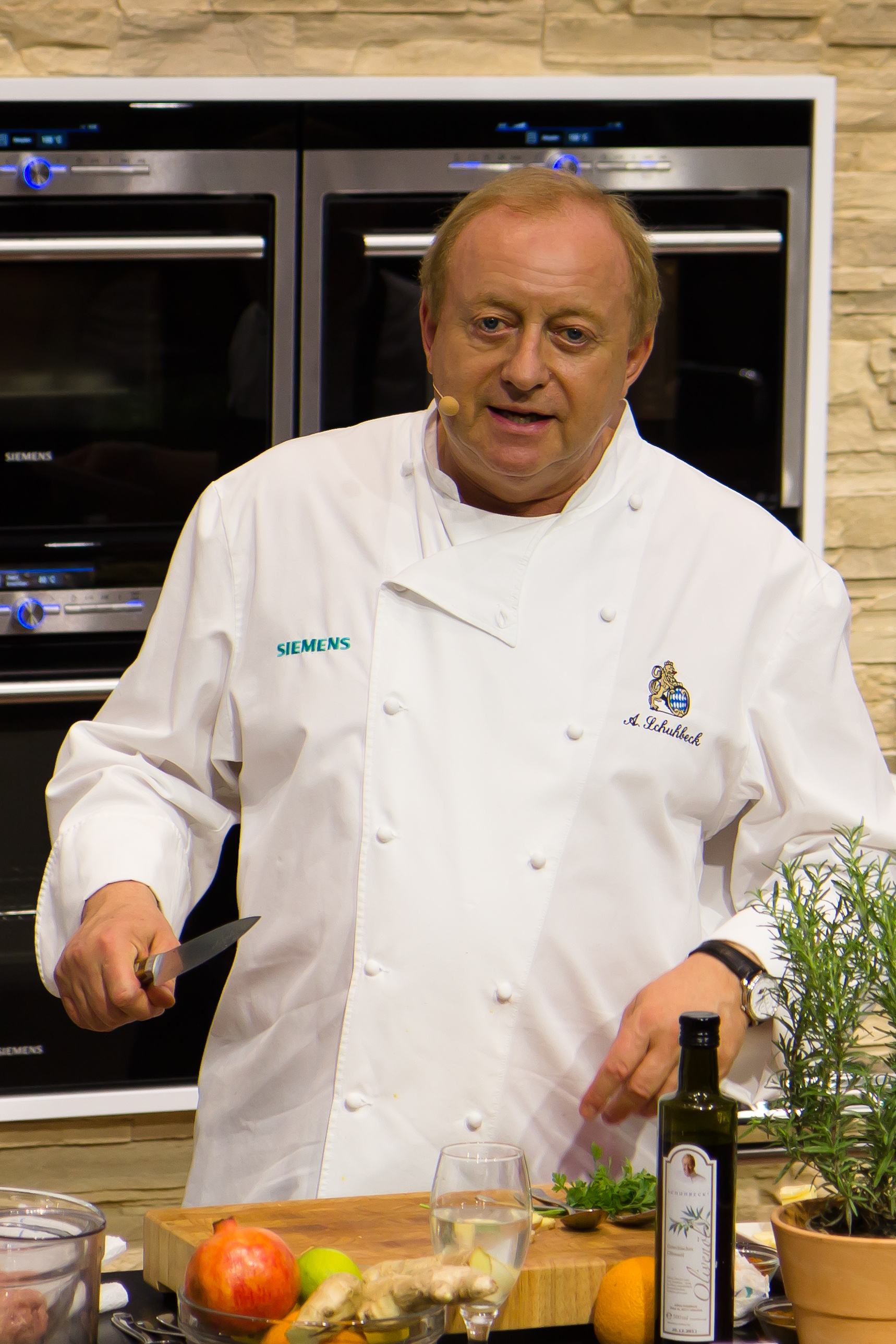
Alfons Schuhbeck, deutscher Sternekoch.
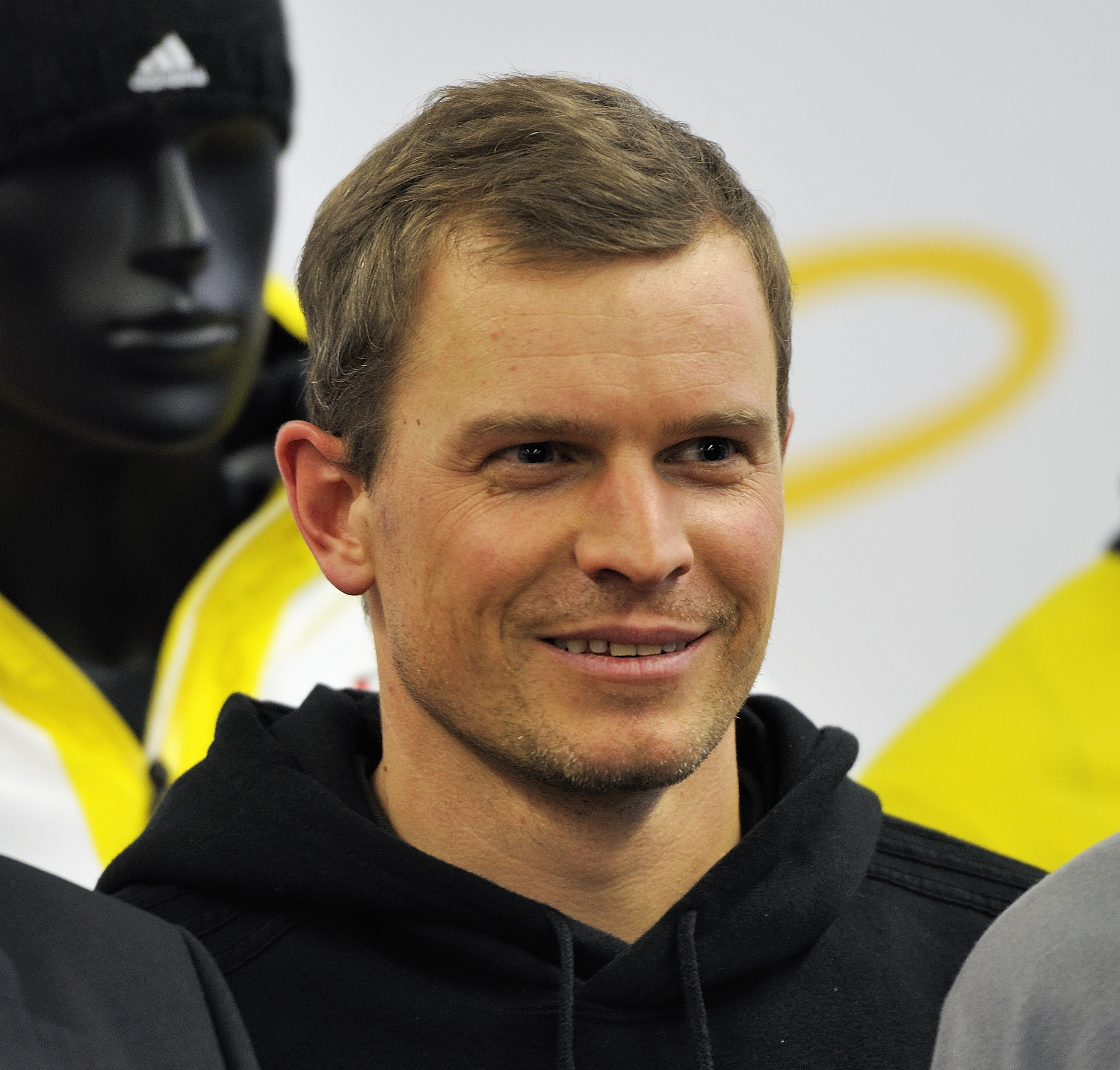
Tobias Angerer, ehem. deutscher Skilangläufer.